# Liste der Werke im Buch der 1000 Bücher
Die folgende Liste enthält Bücher, die in Das Buch der 1000 Bücher besprochen wurden. Das Buch der 1000 Bücher wurde erstmals 2002 von Joachim Kaiser herausgegeben. Es stellt literarhistorisch bedeutende und lesenswerte Werke verschiedener Gattungen, Epochen und Kulturen kurz vor, informiert über ihre Entstehung und Wirkung sowie die Autoren.  Die verschiedenen Auflagen unterscheiden sich leicht voneinander, so dass in der Liste mehr als 1000 Werke aufgeführt sind.
| Nr.  | Autor                                | Titel                                                                                      | Jahr           | Art                  | Herkunft (nationalsprachig) |
| ---- | ------------------------------------ | ------------------------------------------------------------------------------------------ | -------------- | -------------------- | --------------------------- |
| 1    | Abe Kōbō                             | Die Frau in den Dünen                                                                      | 1962           | Roman                | Japan                       |
| 2    | Chinua Achebe                        | Okonkwo oder Das Alte stürzt                                                               | 1958           | Roman                | Nigeria                     |
| 3    | Theodor W. Adorno                    | Minima Moralia                                                                             | 1951           | Aphorismen           | Deutschland                 |
| 4    | Theodor W. Adorno                    | Einleitung in die Musiksoziologie                                                          | 1962           | Sachbuch             | Deutschland                 |
| 5    | Äsop                                 | Fabelsammlung                                                                              | −600           | Fabeln               | Griechenland                |
| 6    | Samuel Agnon                         | Gestern, vorgestern                                                                        | 1945           | Roman                | Israel                      |
| 7    | Ilse Aichinger                       | Die größere Hoffnung                                                                       | 1948           | Roman                | Österreich                  |
| 8    | Tschingis Aitmatow                   | Dshamilja                                                                                  | 1958           | Erzählung            | Russland                    |
| 9    | Alain-Fournier                       | Der große Meaulnes                                                                         | 1913           | Roman                | Frankreich                  |
| 10   | Mateo Alemán                         | Guzmán de Alfarache                                                                        | 1599           | Roman                | Spanien                     |
| 11   | Nelson Algren                        | Der Mann mit dem goldenen Arm                                                              | 1949           | Roman                | USA                         |
| 12   | Isabel Allende                       | Das Geisterhaus                                                                            | 1984           | Roman                | USA                         |
| 13   | Jorge Amado                          | Gabriela wie Zimt und Nelken                                                               | 1958           | Roman                | Brasilien                   |
| 14   | Ingvar Ambjørnsen                    | Elling-Tetralogie                                                                          | 1996           | Roman                | Norwegen                    |
| 15   | Eric Ambler                          | Topkapi                                                                                    | 1962           | Roman                | Großbritannien              |
| 16   | Jean Améry                           | Hand an sich legen                                                                         | 1976           | Philosophie          | Österreich                  |
| 17   | Günther Anders                       | Die Antiquiertheit des Menschen                                                            | 1956           | Sachbuch             | Österreich                  |
| 18   | Alfred Andersch                      | Sansibar oder der letzte Grund                                                             | 1957           | Roman                | Deutschland                 |
| 19   | Hans Christian Andersen              | Märchen                                                                                    | 1835           | Erzählung            | Dänemark                    |
| 20   | Martin Andersen Nexø                 | Pelle, der Eroberer                                                                        | 1906           | Roman                | Dänemark                    |
| 21   | Sherwood Anderson                    | Winesburg, Ohio                                                                            | 1923           | Erzählung            | USA                         |
| 22   | Mário de Andrade                     | Macunaíma – Der Held ohne jeden Charakter                                                  | 1928           | Roman                | Brasilien                   |
| 23   | Ivo Andrić                           | Die Brücke über die Drina                                                                  | 1945           | Roman                | Jugoslawien                 |
| 24   | Jerzy Andrzejewski                   | Asche und Diamant                                                                          | 1948           | Roman                | Polen                       |
| 25   | Gabriele D’Annunzio                  | Feuer                                                                                      | 1900           | Roman                | Italien                     |
| 26   |                                      | Gilgamesch-Epos                                                                            | −2400          | Epos                 | Mesopotamien, Babylonien    |
| 27   |                                      | Rigveda                                                                                    | −1200          | Epos                 | Indien                      |
| 28   |                                      | Upanishaden                                                                                | −800           | Religion             | Indien                      |
| 29   |                                      | Reden des Buddha                                                                           | −566           | Religion             | Indien                      |
| 30   |                                      | Mahabharata                                                                                | −400           | Epos                 | Indien                      |
| 31   |                                      | Ramayana                                                                                   | −400           | Epos                 | Indien                      |
| 32   |                                      | Das Buch der Wandlungen – Yijing                                                           | −256           | Orakelbuch           | China                       |
| 33   |                                      | Bibel                                                                                      |                | Religion             | Palästina                   |
| 34   |                                      | Talmud                                                                                     | 300            | Religion             | Palästina                   |
| 35   |                                      | Koran                                                                                      | 600            | Religion             | Arabien                     |
| 36   |                                      | Beowulf                                                                                    | 700            | Epos                 | Großbritannien              |
| 37   |                                      | Rolandslied                                                                                | 1100           | Epos                 | Frankreich                  |
| 38   |                                      | Nibelungenlied                                                                             | 1200           | Epos                 | Deutschland                 |
| 39   | Guillaume de Lorris, Jean de Meung   | Rosenroman                                                                                 | 1230           | Versroman            | Frankreich                  |
| 40   |                                      | Edda                                                                                       | 1300           | Epos                 | Island                      |
| 41   |                                      | Amadisroman                                                                                | 1508           | Roman                | Spanien                     |
| 42   |                                      | Jinpingmei                                                                                 | 1582           | Roman                | China                       |
| 43   |                                      | Tausendundeine Nacht                                                                       | 1838           | Erzählung            | Arabien, Iran               |
| 44   | António Lobo Antunes                 | Das Handbuch der Inquisitoren                                                              | 1996           | Roman                | Portugal                    |
| 45   | Guillaume Apollinaire                | Alkohol                                                                                    | 1913           | Lyrik                | Frankreich                  |
| 46   | Apuleius                             | Der goldene Esel                                                                           | 180            | Roman                | Latein                      |
| 47   | Thomas von Aquin                     | Summa Theologiae                                                                           | 1267           | Theologie            | Italien                     |
| 48   | Louis Aragon                         | Die Glocken von Basel                                                                      | 1934           | Roman                | Frankreich                  |
| 49   | Hannah Arendt                        | Eichmann in Jerusalem                                                                      | 1963           | Reportage            | USA                         |
| 50   | Pietro Aretino                       | Kurtisanengespräche                                                                        | 1533           | Dialog               | Italien                     |
| 51   | Ludovico Ariosto                     | Der rasende Roland                                                                         | 1516           | Versepos             | Italien                     |
| 52   | Aristoteles                          | Poetik                                                                                     | −329           | Philosophie          | Griechenland                |
| 53   | Aristoteles                          | Politik                                                                                    | −329           | Philosophie          | Griechenland                |
| 54   | Clemens Brentano und Achim von Arnim | Des Knaben Wunderhorn                                                                      | 1805           | Lyrik                | Deutschland                 |
| 55   | Hans Carl Artmann                    | med ana schwoazzn dintn                                                                    | 1958           | Lyrik                | Österreich                  |
| 56   | Isaac Asimov                         | Ich, der Robot                                                                             | 1950           | Erzählung            | USA                         |
| 57   | Miguel Ángel Asturias                | Der Herr Präsident                                                                         | 1946           | Roman                | Guatemala                   |
| 58   | Margaret Atwood                      | Der Report der Magd                                                                        | 1985           | Roman                | Kanada                      |
| 59   | W. H. Auden                          | Das Zeitalter der Angst                                                                    | 1947           | Lyrik                | Großbritannien              |
| 60   | Rudolf Augstein                      | Jesus Menschensohn                                                                         | 1972           | Sachbuch             | Deutschland                 |
| 61   | Augustinus                           | Bekenntnisse                                                                               | 400            | Autobiografie        | Latein                      |
| 62   | Sri Aurobindo                        | Das Göttliche Leben                                                                        | 1918           | Philosophie          | Indien                      |
| 63   | Stefan Aust                          | Der Baader-Meinhof-Komplex                                                                 | 1985           | Sachbuch             | Deutschland                 |
| 64   | Jane Austen                          | Stolz und Vorurteil                                                                        | 1813           | Roman                | Großbritannien              |
| 65   | Paul Auster                          | Die New-York-Trilogie                                                                      | 1987           | Roman                | USA                         |
| 66   | Isaak Babel                          | Die Reiterarmee                                                                            | 1923           | Roman                | Russland                    |
| 67   | Riccardo Bacchelli                   | Die Mühle am Po                                                                            | 1938           | Roman                | Italien                     |
| 68   | Ingeborg Bachmann                    | Anrufung des Großen Bären                                                                  | 1956           | Lyrik                | Österreich                  |
| 69   | Ingeborg Bachmann                    | Malina                                                                                     | 1971           | Roman                | Österreich                  |
| 70   | James Baldwin                        | Gehe hin und verkünde es vom Berge                                                         | 1953           | Roman                | USA                         |
| 71   | James Baldwin                        | Giovannis Zimmer                                                                           | 1956           | Roman                | USA                         |
| 72   | Honoré de Balzac                     | Vater Goriot                                                                               | 1835           | Roman                | Frankreich                  |
| 73   | Honoré de Balzac                     | Verlorene Illusionen                                                                       | 1837           | Roman                | Frankreich                  |
| 74   | Honoré de Balzac                     | Glanz und Elend der Kurtisanen                                                             | 1838           | Roman                | Frankreich                  |
| 75   | Peter Bamm                           | Die unsichtbare Flagge                                                                     | 1953           | Roman                | Deutschland                 |
| 76   | Herman Bang                          | Am Wege                                                                                    | 1886           | Roman                | Dänemark                    |
| 77   | Alessandro Baricco                   | Novecento. Die Legende vom Ozeanpianisten                                                  | 1994           | Roman                | Italien                     |
| 78   | Djuna Barnes                         | Nachtgewächs                                                                               | 1936           | Roman                | USA                         |
| 79   | Julian Barnes                        | Eine Geschichte der Welt in 10 ½ Kapiteln                                                  | 1989           | Roman                | Großbritannien              |
| 80   | Miguel Barnet                        | Der Cimarrón                                                                               | 1966           | Roman                | Kuba                        |
| 81   | Karl Barth                           | Der Römerbrief                                                                             | 1919           | Theologie            | Schweiz                     |
| 82   | Roland Barthes                       | Mythen des Alltags                                                                         | 1957 (dt.1964) | Sachbuch             | Frankreich                  |
| 83   | Luigi Bartolini                      | Fahrraddiebe                                                                               | 1946           | Roman                | Italien                     |
| 84   | Giorgio Bassani                      | Die Gärten der Finzi-Contini                                                               | 1962           | Roman                | Italien                     |
| 85   | Charles Baudelaire                   | Die Blumen des Bösen                                                                       | 1857           | Lyrik                | Frankreich                  |
| 86   | Vicki Baum                           | Menschen im Hotel                                                                          | 1929           | Roman                | Österreich                  |
| 87   | Simone de Beauvoir                   | Das andere Geschlecht                                                                      | 1949           | Philosophie          | Frankreich                  |
| 88   | Johannes R. Becher                   | Abschied                                                                                   | 1940           | Roman                | Deutschland                 |
| 89   | Jurek Becker                         | Jakob der Lügner                                                                           | 1969           | Roman                | Deutschland                 |
| 90   | Samuel Beckett                       | Molloy                                                                                     | 1951           | Roman                | Irland                      |
| 91   | Harriet Beecher Stowe                | Onkel Toms Hütte                                                                           | 1852           | Roman                | USA                         |
| 92   | Louis Begley                         | Lügen in Zeiten des Krieges                                                                | 1991           | Roman                | USA                         |
| 93   | Brendan Behan                        | Borstal Boy                                                                                | 1958           | Roman                | Irland                      |
| 94   | Carl Michael Bellman                 | Fredmans Episteln                                                                          | 1790           | Lyrik                | Schweden                    |
| 95   | Saul Bellow                          | Die Abenteuer des Augie March                                                              | 1953           | Roman                | USA                         |
| 96   | Saul Bellow                          | Herzog                                                                                     | 1964           | Roman                | USA                         |
| 97   | Andrej Belyj                         | Petersburg                                                                                 | 1913           | Roman                | Russland                    |
| 98   | Tahar Ben Jelloun                    | Die Nacht der Unschuld                                                                     | 1987           | Roman                | Marokko                     |
| 99   | Walter Benjamin                      | Das Passagen-Werk                                                                          | 1982           | Sachbuch             | Deutschland                 |
| 100  | Gottfried Benn                       | Morgue und andere Gedichte                                                                 | 1912           | Lyrik                | Deutschland                 |
| 101  | Joachim-Ernst Berendt                | Das Jazzbuch                                                                               | 1953           | Sachbuch             | Deutschland                 |
| 102  | Werner Bergengruen                   | Der Großtyrann und das Gericht                                                             | 1935           | Roman                | Deutschland                 |
| 103  | Thomas Louis Berger                  | Der letzte Held                                                                            | 1964           | Roman                | USA                         |
| 104  | Henri Bergson                        | Das Lachen                                                                                 | 1900           | Philosophie          | Frankreich                  |
| 105  | Georges Bernanos                     | Tagebuch eines Landpfarrers                                                                | 1936           | Roman                | Frankreich                  |
| 106  | Thomas Bernhard                      | Frost                                                                                      | 1963           | Roman                | Österreich                  |
| 107  | Bruno Bettelheim                     | Kinder brauchen Märchen                                                                    | 1976           | Sachbuch             | USA                         |
| 108  | Peter Bichsel                        | Eigentlich möchte Frau Blum den Milchmann kennenlernen                                     | 1964           | Erzählung            | Schweiz                     |
| 109  | Manfred Bieler                       | Der Mädchenkrieg                                                                           | 1975           | Roman                | Deutschland                 |
| 110  | Horst Bienek                         | Die Zelle                                                                                  | 1968           | Roman                | Deutschland                 |
| 111  | Ambrose Bierce                       | Aus dem Wörterbuch des Teufels                                                             | 1906           | Aphorismen           | USA                         |
| 112  | Hildegard von Bingen                 | Heilwissen                                                                                 | 1150           | Sachbuch             | Deutschland                 |
| 113  | Adolfo Bioy Casares                  | Morels Erfindung                                                                           | 1940           | Roman                | Argentinien                 |
| 114  | Otto von Bismarck                    | Gedanken und Erinnerungen                                                                  | 1898           | Autobiografie        | Deutschland                 |
| 115  | Andrej Bitow                         | Das Puschkinhaus                                                                           | 1978           | Roman                | Russland                    |
| 116  | William Blake                        | Lieder der Unschuld und Erfahrung                                                          | 1789           | Lyrik                | Großbritannien              |
| 117  | Silvio Blatter                       | Kein schöner Land                                                                          | 1983           | Roman                | Schweiz                     |
| 118  | Tania Blixen                         | Afrika, dunkel lockende Welt                                                               | 1937           | Autobiografie        | Großbritannien              |
| 119  | Ernst Bloch                          | Das Prinzip Hoffnung                                                                       | 1954           | Philosophie          | Deutschland                 |
| 120  | Giovanni Boccaccio                   | Das Dekameron                                                                              | 1350           | Erzählung            | Italien                     |
| 121  | Heinrich Böll                        | Und sagte kein einziges Wort                                                               | 1953           | Roman                | Deutschland                 |
| 122  | Heinrich Böll                        | Gruppenbild mit Dame                                                                       | 1971           | Roman                | Deutschland                 |
| 123  | Heinrich Böll                        | Die verlorene Ehre der Katharina Blum                                                      | 1974           | Erzählung            | Deutschland                 |
| 124  | Waldemar Bonsels                     | Die Biene Maja und ihre Abenteuer                                                          | 1912           | Kinderbuch           | Deutschland                 |
| 125  | Jorge Luis Borges                    | Fiktionen                                                                                  | 1944           | Erzählung            | Argentinien                 |
| 126  | Nicolas Born                         | Die Fälschung                                                                              | 1979           | Roman                | Deutschland                 |
| 127  | Hermann Bote                         | Till Eulenspiegel                                                                          | 1510           | Roman                | Deutschland                 |
| 128  | Paul Bowles                          | Himmel über der Wüste                                                                      | 1948           | Roman                | USA                         |
| 129  | T. C. Boyle                          | World’s End                                                                                | 1987           | Roman                | USA                         |
| 130  | Ray Bradbury                         | Fahrenheit 451                                                                             | 1953           | Roman                | USA                         |
| 131  | Ulrich Bräker                        | Der arme Mann im Toggenburg (Tockenburg)                                                   | 1789           | Autobiografie        | Schweiz                     |
| 132  | Kazimierz Brandys                    | Warschauer Tagebuch                                                                        | 1981           | Tagebuch             | Polen                       |
| 133  | Sebastian Brant                      | Das Narrenschiff                                                                           | 1494           | Erzählung            | Deutschland                 |
| 134  | Thomas Brasch                        | Vor den Vätern sterben die Söhne                                                           | 1977           | Erzählung            | Deutschland                 |
| 135  | Bertolt Brecht                       | Der Dreigroschenroman                                                                      | 1934           | Roman                | Deutschland                 |
| 136  | Bertolt Brecht                       | Geschichten vom Herrn Keuner                                                               | 1949           | Erzählung            | Deutschland                 |
| 137  | Alfred Edmund Brehm                  | Tierleben                                                                                  | 1864           | Enzyklopädie         | Deutschland                 |
| 138  | Clemens Brentano                     | Geschichte vom braven Kasperl und dem schönen Annerl                                       | 1817           | Novelle              | Deutschland                 |
| 139  | Bernard von Brentano                 | Theodor Chindler                                                                           | 1936           | Roman                | Deutschland                 |
| 140  | André Breton                         | Die Manifeste des Surrealismus                                                             | 1924           | Philosophie          | Frankreich                  |
| 141  | André Breton                         | Nadja                                                                                      | 1928           | Erzählung            | Frankreich                  |
| 142  | Breyten Breytenbach                  | Wahre Bekenntnisse eines Albino-Terroristen                                                | 1984           | Autobiografie        | Südafrika                   |
| 143  | Jean Anthelme Brillat-Savarin        | Die Physiologie des Geschmacks                                                             | 1826           | Sachbuch             | Frankreich                  |
| 144  | Hermann Broch                        | Die Schlafwandler                                                                          | 1931           | Roman                | Österreich                  |
| 145  | Hermann Broch                        | Der Tod des Vergil                                                                         | 1945           | Roman                | Österreich                  |
| 146  | Joseph Brodsky                       | Römische Elegien                                                                           | 1981           | Lyrik                | Russland                    |
| 147  | Emily Brontë                         | Sturmhöhe                                                                                  | 1847           | Roman                | Großbritannien              |
| 148  | Charlotte Brontë                     | Jane Eyre                                                                                  | 1847           | Roman                | Großbritannien              |
| 149  | Dee Brown                            | Begrabt mein Herz an der Biegung des Flusses                                               | 1970           | Sachbuch             | USA                         |
| 150  | Christine Brückner                   | Jauche und Levkojen                                                                        | 1975           | Roman                | Deutschland                 |
| 151  | Giordano Bruno                       | Von der Ursache, dem Prinzip und dem Einen                                                 | 1584           | Philosophie          | Italien                     |
| 152  | Thomas Brussig                       | Helden wie wir                                                                             | 1995           | Roman                | Deutschland                 |
| 153  | Martin Buber                         | Ich und Du                                                                                 | 1923           | Philosophie          | Österreich                  |
| 154  | Martin Buber                         | Die Erzählungen der Chassidim                                                              | 1946           | Erzählung            | Österreich                  |
| 155  | Lothar-Günther Buchheim              | Das Boot                                                                                   | 1973           | Roman                | Deutschland                 |
| 156  | Georg Büchner                        | Lenz                                                                                       | 1839           | Erzählung            | Deutschland                 |
| 157  | Pearl S. Buck                        | Die gute Erde                                                                              | 1931           | Roman                | USA                         |
| 158  | Charles Bukowski                     | Der Mann mit der Ledertasche                                                               | 1971           | Roman                | USA                         |
| 159  | Michail Bulgakow                     | Der Meister und Margarita                                                                  | 1929           | Roman                | Russland                    |
| 160  | Rudolf Bultmann                      | Neues Testament und Mythologie                                                             | 1941           | Religion             | Deutschland                 |
| 161  | Edward Bulwer-Lytton                 | Die letzten Tage von Pompeji                                                               | 1834           | Roman                | Großbritannien              |
| 162  | Iwan Bunin                           | Das Leben Arsenjews                                                                        | 1928           | Roman                | Russland                    |
| 163  | John Bunyan                          | Die Pilgerreise                                                                            | 1678           | Roman                | Großbritannien              |
| 164  | Jacob Burckhardt                     | Die Kultur der Renaissance in Italien                                                      | 1860           | Sachbuch             | Schweiz                     |
| 165  | Hermann Burger                       | Schilten                                                                                   | 1976           | Roman                | Schweiz                     |
| 166  | Gottfried August Bürger              | Münchhausen                                                                                | 1786           | Erzählung            | Deutschland                 |
| 167  | Anthony Burgess                      | Uhrwerk Orange                                                                             | 1962           | Roman                | Großbritannien              |
| 168  | Frances Hodgson Burnett              | Der kleine Lord                                                                            | 1886           | Kinderbuch           | Großbritannien              |
| 169  | Edgar Rice Burroughs                 | Tarzan bei den Affen                                                                       | 1914           | Roman                | USA                         |
| 170  | William S. Burroughs                 | Naked Lunch                                                                                | 1959           | Roman                | USA                         |
| 171  | Wilhelm Busch                        | Max und Moritz                                                                             | 1865           | Kinderbuch           | Deutschland                 |
| 172  | Samuel Butler d. J.                  | Der Weg allen Fleisches                                                                    | 1903           | Roman                | Großbritannien              |
| 173  | Dino Buzzati                         | Die Tatarenwüste                                                                           | 1940           | Roman                | Italien                     |
| 174  | George Byron                         | Childe Harolds Pilgerfahrt                                                                 | 1812           | Versepos             | Großbritannien              |
| 175  | Guillermo Cabrera Infante            | Drei traurige Tiger                                                                        | 1967           | Roman                | Kuba                        |
| 176  | Julius Caesar                        | Der gallische Krieg                                                                        | −51            | Sachbuch             | Latein                      |
| 177  | Erskine Caldwell                     | Die Tabakstraße                                                                            | 1932           | Roman                | USA                         |
| 178  | Italo Calvino                        | Der Baron auf den Bäumen                                                                   | 1957           | Roman                | Italien                     |
| 179  | Andrea Camilleri                     | Die Form des Wassers                                                                       | 1994           | Roman                | Italien                     |
| 180  | Luís de Camões                       | Die Lusiaden                                                                               | 1572           | Versepos             | Portugal                    |
| 181  | Albert Camus                         | Der Fremde                                                                                 | 1942           | Roman                | Frankreich                  |
| 182  | Albert Camus                         | Der Mythos des Sisyphos                                                                    | 1942           | Philosophie          | Frankreich                  |
| 183  | Albert Camus                         | Die Pest                                                                                   | 1947           | Roman                | Frankreich                  |
| 184  | Elias Canetti                        | Die Blendung                                                                               | 1935           | Roman                | Deutschland                 |
| 185  | Elias Canetti                        | Masse und Macht                                                                            | 1960           | Sachbuch             | Deutschland                 |
| 186  | Elias Canetti                        | Die gerettete Zunge                                                                        | 1977           | Autobiografie        | Deutschland                 |
| 187  | Xueqin Cao                           | Der Traum der roten Kammer                                                                 | 1792           | Roman                | China                       |
| 188  | Truman Capote                        | Kaltblütig                                                                                 | 1966           | Roman                | USA                         |
| 189  | Fritjof Capra                        | Wendezeit                                                                                  | 1982           | Sachbuch             | Österreich                  |
| 190  |                                      | Carmina Burana                                                                             | 1250           | Lyrik                | Latein                      |
| 191  | Dale Carnegie                        | Sorge dich nicht – lebe!                                                                   | 1948           | Sachbuch             | USA                         |
| 192  | Alejo Carpentier                     | Barockkonzert                                                                              | 1974           | Novelle              | Kuba                        |
| 193  | Lewis Carroll                        | Alice im Wunderland                                                                        | 1865           | Kinderbuch           | Großbritannien              |
| 194  | Rachel Carson                        | Der stumme Frühling                                                                        | 1962           | Sachbuch             | USA                         |
| 195  | Howard Carter                        | Das Grab des Tut-ench-Amun                                                                 | 1924           | Sachbuch             | Großbritannien              |
| 196  | Raymond Carver                       | Wovon wir reden, wenn wir von Liebe reden                                                  | 1981           | Erzählung            | USA                         |
| 197  | Giacomo Casanova                     | Geschichte meines Lebens                                                                   | 1822           | Autobiografie        | Italien                     |
| 198  | Ernst Cassirer                       | Philosophie der symbolischen Formen                                                        | 1923           | Philosophie          | Deutschland                 |
| 199  | Camilo José Cela                     | Der Bienenkorb                                                                             | 1951           | Roman                | Spanien                     |
| 200  | Paul Celan                           | Mohn und Gedächtnis                                                                        | 1952           | Lyrik                | Deutschland                 |
| 201  | Louis-Ferdinand Céline               | Reise ans Ende der Nacht                                                                   | 1932           | Roman                | Frankreich                  |
| 202  | C. W. Ceram                          | Götter, Gräber und Gelehrte                                                                | 1949           | Sachbuch             | Deutschland                 |
| 203  | Miguel de Cervantes                  | Don Quijote                                                                                | 1605           | Roman                | Spanien                     |
| 204  | Adelbert von Chamisso                | Peter Schlemihls wundersame Geschichte                                                     | 1814           | Erzählung            | Deutschland                 |
| 205  | Raymond Chandler                     | Der große Schlaf                                                                           | 1939           | Roman                | USA                         |
| 206  | Bruce Chatwin                        | Traumpfade                                                                                 | 1987           | Roman                | Großbritannien              |
| 207  | Geoffrey Chaucer                     | Die Canterbury-Erzählungen                                                                 | 1387           | Erzählung            | Großbritannien              |
| 208  | Gilbert Keith Chesterton             | Die Geschichten von Pater Brown                                                            | 1911           | Erzählung            | Großbritannien              |
| 209  | Rafael Chirbes                       | Der lange Marsch                                                                           | 1996           | Roman                | Spanien                     |
| 210  | Choderlos de Laclos                  | Gefährliche Liebschaften                                                                   | 1782           | Roman                | Frankreich                  |
| 211  | Noam Chomsky                         | Reflexionen über die Sprache                                                               | 1975           | Sachbuch             | USA                         |
| 212  | Chrétien de Troyes                   | Erec und Enide                                                                             | 1170           | Versepos             | Frankreich                  |
| 213  | Christiane F.                        | Wir Kinder vom Bahnhof Zoo                                                                 | 1978           | Sachbuch             | Deutschland                 |
| 214  | Agatha Christie                      | Das fehlende Glied in der Kette                                                            | 1920           | Roman                | Großbritannien              |
| 215  | Winston Churchill                    | Der Zweite Weltkrieg                                                                       | 1948           | Sachbuch             | Großbritannien              |
| 216  | Cicero                               | Über den Redner                                                                            | −55            | Philosophie          | Latein                      |
| 217  | Matthias Claudius                    | Sämtliche Werke des Wandsbecker Boten                                                      | 1775           | Lyrik                | Deutschland                 |
| 218  | Hugo Claus                           | Der Kummer von Flandern                                                                    | 1983           | Roman                | Niederlande                 |
| 219  | Carl von Clausewitz                  | Vom Kriege                                                                                 | 1832           | Sachbuch             | Deutschland                 |
| 220  | John Cleland                         | Die Memoiren der Fanny Hill                                                                | 1749           | Roman                | Großbritannien              |
| 221  | Jean Cocteau                         | Kinder der Nacht                                                                           | 1929           | Roman                | Frankreich                  |
| 222  | Paulo Coelho                         | Der Alchimist                                                                              | 1987           | Roman                | Brasilien                   |
| 223  | J. M. Coetzee                        | Schande                                                                                    | 1999           | Roman                | Südafrika                   |
| 224  | Colette                              | Claudine-Romane                                                                            | 1900           | Roman                | Frankreich                  |
| 225  | Wilkie Collins                       | Die Frau in Weiß                                                                           | 1960           | Roman                | Großbritannien              |
| 226  | Carlo Collodi                        | Die Abenteuer von Pinocchio                                                                | 1881           | Kinderbuch           | Italien                     |
| 227  | Joseph Conrad                        | Herz der Finsternis                                                                        | 1899           | Erzählung            | Großbritannien, Polen       |
| 228  | Joseph Conrad                        | Lord Jim                                                                                   | 1900           | Roman                | Großbritannien, Polen       |
| 229  | James Fenimore Cooper                | Die Lederstrumpf-Erzählungen                                                               | 1823           | Roman                | USA                         |
| 230  | Julio Cortázar                       | Rayuela – Himmel und Hölle                                                                 | 1963           | Roman                | Argentinien                 |
| 231  | Charles de Coster                    | Die Geschichte von Ulenspiegel                                                             | 1867           | Erzählung            | Belgien                     |
| 232  | Ralf Dahrendorf                      | Homo sociologicus                                                                          | 1958           | Sachbuch             | Deutschland                 |
| 233  | Erich von Däniken                    | Erinnerungen an die Zukunft                                                                | 1968           | Sachbuch             | Schweiz                     |
| 234  | Dante Alighieri                      | Die göttliche Komödie                                                                      | 1472           | Verserzählung        | Italien                     |
| 235  | Charles Darwin                       | Über die Entstehung der Arten durch natürliche Zuchtwahl                                   | 1859           | Sachbuch             | Großbritannien              |
| 236  | Luciano De Crescenzo                 | Also sprach Bellavista                                                                     | 1977           | Roman/Sachbuch       | Italien                     |
| 237  | Daniel Defoe                         | Robinson Crusoe                                                                            | 1719           | Roman                | Großbritannien              |
| 238  | Daniel Defoe                         | Moll Flanders                                                                              | 1722           | Roman                | Großbritannien              |
| 239  | Don DeLillo                          | Unterwelt                                                                                  | 1997           | Roman                | USA                         |
| 240  | René Descartes                       | Abhandlung über die Methode des richtigen Vernunftgebrauchs                                | 1637           | Philosophie          | Frankreich                  |
| 241  | Karlheinz Deschner                   | Kriminalgeschichte des Christentums                                                        | 1986           | Sachbuch             | Deutschland                 |
| 242  | Charles Dickens                      | Oliver Twist                                                                               | 1837           | Roman                | Großbritannien              |
| 243  | Charles Dickens                      | David Copperfield                                                                          | 1849           | Roman                | Großbritannien              |
| 244  | Charles Dickens                      | Große Erwartungen                                                                          | 1861           | Roman                | Großbritannien              |
| 245  | Denis Diderot                        | Enzyklopädie                                                                               | 1751           | Sachbuch             | Frankreich                  |
| 246  | Denis Diderot                        | Rameaus Neffe                                                                              | 1805           | Roman                | Frankreich                  |
| 247  | Hoimar von Ditfurth                  | So laßt uns denn ein Apfelbäumchen pflanzen                                                | 1985           | Sachbuch             | Deutschland                 |
| 248  | Assia Djebar                         | Die Schattenkönigin                                                                        | 1987           | Roman                | Algerien                    |
| 249  | Philippe Djian                       | Betty Blue. 37.2° am Morgen                                                                | 1985           | Roman                | Deutschland                 |
| 250  | Alfred Döblin                        | Berlin Alexanderplatz                                                                      | 1929           | Roman                | Deutschland                 |
| 251  | Edgar Lawrence Doctorow              | Ragtime                                                                                    | 1975           | Roman                | USA                         |
| 252  | Heimito von Doderer                  | Die Strudlhofstiege                                                                        | 1951           | Roman                | Österreich                  |
| 253  | Heimito von Doderer                  | Die Dämonen                                                                                | 1956           | Roman                | Österreich                  |
| 254  | John Dos Passos                      | Manhattan Transfer                                                                         | 1925           | Roman                | USA                         |
| 255  | Fjodor Dostojewski                   | Schuld und Sühne                                                                           | 1866           | Roman                | Russland                    |
| 256  | Fjodor Dostojewski                   | Der Idiot                                                                                  | 1868           | Roman                | Russland                    |
| 257  | Fjodor Dostojewski                   | Die Dämonen                                                                                | 1871           | Roman                | Russland                    |
| 258  | Fjodor Dostojewski                   | Die Brüder Karamasow                                                                       | 1879           | Roman                | Russland                    |
| 259  | Arthur Conan Doyle                   | Sherlock Holmes’ Abenteuer                                                                 | 1891           | Erzählung            | Großbritannien              |
| 260  | Albert Drach                         | Das große Protokoll gegen Zwetschkenbaum                                                   | 1964           | Roman                | Österreich                  |
| 261  | Theodor Dreiser                      | Eine amerikanische Tragödie                                                                | 1925           | Roman                | USA                         |
| 262  | Annette von Droste-Hülshoff          | Die Judenbuche                                                                             | 1842           | Novelle              | Deutschland                 |
| 263  | Daphne du Maurier                    | Rebecca                                                                                    | 1938           | Roman                | Großbritannien              |
| 264  | Alexandre Dumas der Ältere           | Die drei Musketiere                                                                        | 1844           | Roman                | Frankreich                  |
| 265  | Alexandre Dumas der Ältere           | Der Graf von Monte Christo                                                                 | 1845           | Roman                | Frankreich                  |
| 266  | Alexandre Dumas der Jüngere          | Die Kameliendame                                                                           | 1848           | Roman                | Frankreich                  |
| 267  | Marguerite Duras                     | Der Liebhaber                                                                              | 1984           | Roman                | Frankreich                  |
| 268  | Lawrence Durrell                     | Das Alexandria-Quartett                                                                    | 1957           | Roman                | Großbritannien              |
| 269  | Friedrich Dürrenmatt                 | Der Richter und sein Henker                                                                | 1952           | Roman                | Schweiz                     |
| 270  | Friedrich Dürrenmatt                 | Der Tunnel                                                                                 | 1952           | Erzählung            | Schweiz                     |
| 271  | Marie von Ebner-Eschenbach           | Krambambuli                                                                                | 1883           | Novelle              | Österreich                  |
| 272  | José Maria Eça de Queiroz            | Das Verbrechen des Paters Amaro                                                            | 1876           | Roman                | Portugal                    |
| 273  | Johann Peter Eckermann               | Gespräche mit Goethe in den letzten Jahren seines Lebens                                   | 1836           | Sachbuch             | Deutschland                 |
| 274  | Meister Eckhart                      | Das Buch der göttlichen Tröstung                                                           | 1308           | Religion             | Deutschland                 |
| 275  | Umberto Eco                          | Der Name der Rose                                                                          | 1980           | Roman                | Italien                     |
| 276  | Ferit Edgü                           | Ein Winter in Hakkari                                                                      | 1977           | Roman                | Türkei                      |
| 277  | Ilja Ehrenburg                       | Tauwetter                                                                                  | 1954           | Roman                | Russland                    |
| 278  | Irenäus von Eibl-Eibesfeldt          | Die Biologie menschlichen Verhaltens                                                       | 1984           | Sachbuch             | Österreich                  |
| 279  | Joseph von Eichendorff               | Aus dem Leben eines Taugenichts                                                            | 1826           | Novelle              | Deutschland                 |
| 280  | Albert Einstein                      | Über die spezielle und die allgemeine Relativitätstheorie                                  | 1916           | Sachbuch             | Deutschland                 |
| 281  | Mircea Eliade                        | Geschichte der religiösen Ideen                                                            | 1976           | Religion             | Rumänien                    |
| 282  | Norbert Elias                        | Über den Prozeß der Zivilisation                                                           | 1939           | Sachbuch             | Deutschland                 |
| 283  | George Eliot                         | Middlemarch                                                                                | 1871           | Roman                | Großbritannien              |
| 284  | T.S. Eliot                           | Das wüste Land                                                                             | 1922           | Lyrik                | Großbritannien              |
| 285  | Ralph Waldo Ellison                  | Unsichtbar                                                                                 | 1952           | Roman                | USA                         |
| 286  | Michael Ende                         | Die unendliche Geschichte                                                                  | 1979           | Roman                | Deutschland                 |
| 287  | Bernt Engelmann                      | Wir Untertanen                                                                             | 1974           | Sachbuch             | Deutschland                 |
| 288  | Per Olov Enquist                     | Kapitän Nemos Bibliothek                                                                   | 1991           | Roman                | Schweden                    |
| 289  | Anna Enquist                         | Das Meisterstück                                                                           | 1994           | Roman                | Niederlande                 |
| 290  | Péter Esterházy                      | Harmonia Caelestis                                                                         | 2000           | Roman                | Ungarn                      |
| 291  | Knut Faldbakken                      | Pan in Oslo                                                                                | 1985           | Roman                | Norwegen                    |
| 292  | Oriana Fallaci                       | Ein Mann                                                                                   | 1979           | Roman                | Italien                     |
| 293  | Hans Fallada                         | Kleiner Mann – was nun?                                                                    | 1932           | Roman                | Deutschland                 |
| 294  | Hans Fallada                         | Wer einmal aus dem Blechnapf frisst                                                        | 1934           | Roman                | Deutschland                 |
| 295  | Nuruddin Farah                       | Geheimnisse                                                                                | 1998           | Roman                | Somalia                     |
| 296  | William Faulkner                     | Schall und Wahn                                                                            | 1929           | Roman                | USA                         |
| 297  | William Faulkner                     | Licht im August                                                                            | 1932           | Roman                | USA                         |
| 298  | Abu I-Kasim Mansur Ferdausi          | Das Königsbuch                                                                             | 982            | Versepos             | Persien                     |
| 299  | Lion Feuchtwanger                    | Jud Süß                                                                                    | 1925           | Roman                | Deutschland                 |
| 300  | Lion Feuchtwanger                    | Exil                                                                                       | 1940           | Roman                | Deutschland                 |
| 301  | Henry Fielding                       | Die Geschichte des Tom Jones, eines Findlings                                              | 1749           | Roman                | Großbritannien              |
| 302  | Francis Scott Fitzgerald             | Der große Gatsby                                                                           | 1925           | Roman                | USA                         |
| 303  | Gustave Flaubert                     | Madame Bovary                                                                              | 1856           | Roman                | Frankreich                  |
| 304  | Gustave Flaubert                     | Lehrjahre des Gefühls                                                                      | 1869           | Roman                | Frankreich                  |
| 305  | Ken Follett                          | Die Nadel                                                                                  | 1978           | Roman                | Großbritannien              |
| 306  | Theodor Fontane                      | Schach von Wuthenow                                                                        | 1883           | Novelle              | Deutschland                 |
| 307  | Theodor Fontane                      | Der Stechlin                                                                               | 1899           | Roman                | Deutschland                 |
| 308  | Richard Ford                         | Unabhängigkeitstag                                                                         | 1995           | Roman                | USA                         |
| 309  | Edward Morgan Forster                | Zimmer mit Aussicht                                                                        | 1908           | Roman                | Großbritannien              |
| 310  | Frederick Forsyth                    | Der Schakal                                                                                | 1971           | Roman                | Großbritannien              |
| 311  | Erik Fosnes Hansen                   | Choral am Ende der Reise                                                                   | 1990           | Roman                | Norwegen                    |
| 312  | Michel Foucault                      | Die Ordnung der Dinge                                                                      | 1966           | Philosophie          | Frankreich                  |
| 313  | Paula Fox                            | Was am Ende bleibt                                                                         | 1971           | Roman                | USA                         |
| 314  | Janet Frame                          | Ein Engel an meiner Tafel                                                                  | 1983           | Roman                | Neuseeland                  |
| 315  | Anatole France                       | Die Götter dürsten                                                                         | 1912           | Roman                | Frankreich                  |
| 316  | Anne Frank                           | Tagebuch der Anne Frank                                                                    | 1944           | Tagebuch             | Deutschland                 |
| 317  | Sigmund Freud                        | Die Traumdeutung                                                                           | 1900           | Sachbuch             | Österreich                  |
| 318  | Sigmund Freud                        | Das Ich und das Es                                                                         | 1923           | Sachbuch             | Österreich                  |
| 319  | Sigmund Freud                        | Das Unbehagen in der Kultur                                                                | 1927           | Sachbuch             | Österreich                  |
| 320  | Gustav Freytag                       | Soll und Haben                                                                             | 1855           | Roman                | Deutschland                 |
| 321  | Erich Fried                          | Warngedichte                                                                               | 1964           | Lyrik                | Österreich                  |
| 322  | Betty Friedan                        | Der Weiblichkeitswahn oder Die Mystifizierung der Frau                                     | 1963           | Sachbuch             | USA                         |
| 323  | Egon Friedell                        | Kulturgeschichte der Neuzeit                                                               | 1927           | Sachbuch             | Österreich                  |
| 324  | Max Frisch                           | Stiller                                                                                    | 1954           | Roman                | Schweiz                     |
| 325  | Max Frisch                           | Homo faber                                                                                 | 1957           | Roman                | Schweiz                     |
| 326  | Erich Fromm                          | Haben oder Sein                                                                            | 1976           | Philosophie          | USA                         |
| 327  | Carlo u. Lucentini, Franco Fruttero  | Die Wahrheit über den Fall D.                                                              | 1989           | Roman                | Italien                     |
| 328  | Carlos Fuentes                       | Terra nostra                                                                               | 1975           | Roman                | Mexiko                      |
| 329  | Carlos Fuentes                       | Die Jahre mit Laura Diaz                                                                   | 1999           | Roman                | Mexiko                      |
| 330  | Jostein Gaarder                      | Sofies Welt                                                                                | 1991           | Philosophie          | Norwegen                    |
| 331  | Hans-Georg Gadamer                   | Wahrheit und Methode                                                                       | 1960           | Philosophie          | Deutschland                 |
| 332  | John Kenneth Galbraith               | Gesellschaft im Ueberfluss                                                                 | 1958           | Sachbuch             | USA                         |
| 333  | Galileo Galilei                      | Dialog über die beiden hauptsächlichen Weltsysteme                                         | 1632           | Sachbuch             | Italien                     |
| 334  | John Galsworthy                      | Die Forsyte-Saga                                                                           | 1906           | Roman                | Großbritannien              |
| 335  | Gabriel García Márquez               | Hundert Jahre Einsamkeit                                                                   | 1967           | Roman                | Kolumbien                   |
| 336  | Gabriel García Márquez               | Der Herbst des Patriarchen                                                                 | 1975           | Roman                | Kolumbien                   |
| 337  | Gabriel García Márquez               | Die Liebe in den Zeiten der Cholera                                                        | 1985           | Roman                | Kolumbien                   |
| 338  | Wernher der Gartenaere               | (Meier) Helmbrecht                                                                         | 1237           | Versepos             | Deutschland                 |
| 339  | Jean Genet                           | Querelle                                                                                   | 1947           | Roman                | Frankreich                  |
| 340  | Stefan George                        | Der siebente Ring                                                                          | 1907           | Lyrik                | Deutschland                 |
| 341  | Friedrich Gerstäcker                 | Die Flusspiraten des Mississippi                                                           | 1848           | Roman                | Deutschland                 |
| 342  |                                      | Die Geschichte des Prinzen Genji                                                           | 1100           | Erzählung            | Japan                       |
| 343  | André Gide                           | Die Falschmünzer                                                                           | 1925           | Roman                | Frankreich                  |
| 344  | Natalia Ginzburg                     | Familienlexikon                                                                            | 1963           | Autobiografie        | Italien                     |
| 345  | Friedrich Glauser                    | Matto regiert                                                                              | 1936           | Roman                | Schweiz                     |
| 346  | Albrecht Goes                        | Das Brandopfer                                                                             | 1954           | Erzählung            | Deutschland                 |
| 347  | Johann Wolfgang von Goethe           | Die Leiden des jungen Werthers                                                             | 1774           | Roman                | Deutschland                 |
| 348  | Johann Wolfgang von Goethe           | Wilhelm Meisters Lehrjahre / Wilhelm Meisters Wanderjahre                                  | 1795           | Roman                | Deutschland                 |
| 349  | Johann Wolfgang von Goethe           | Die Wahlverwandtschaften                                                                   | 1809           | Roman                | Deutschland                 |
| 350  | Johann Wolfgang von Goethe           | Zur Farbenlehre                                                                            | 1810           | Sachbuch             | Deutschland                 |
| 351  | Johann Wolfgang von Goethe           | Aus meinem Leben. Dichtung und Wahrheit                                                    | 1811           | Autobiografie        | Deutschland                 |
| 352  | Nikolai Gogol                        | Tote Seelen                                                                                | 1842           | Roman                | Russland                    |
| 353  | William Golding                      | Herr der Fliegen                                                                           | 1954           | Roman                | Großbritannien              |
| 354  | Oliver Goldsmith                     | Der Pfarrer von Wakefield                                                                  | 1766           | Roman                | Irland                      |
| 355  | Ernst Gombrich                       | Die Geschichte der Kunst                                                                   | 1950           | Sachbuch             | Großbritannien              |
| 356  | Witold Gombrowicz                    | Ferdydurke                                                                                 | 1938           | Roman                | Polen                       |
| 357  | Edmond u. Jules Goncourt             | Tagebuch der Brüder Goncourt                                                               | 1887           | Tagebuch             | Frankreich                  |
| 358  | Iwan Gontscharow                     | Oblomow                                                                                    | 1859           | Roman                | Russland                    |
| 359  | Nadine Gordimer                      | Burgers Tochter                                                                            | 1979           | Roman                | Südafrika                   |
| 360  | Nadine Gordimer                      | Die Hauswaffe                                                                              | 1997           | Roman                | Südafrika                   |
| 361  | Maxim Gorki                          | Die Mutter                                                                                 | 1906           | Roman                | Russland                    |
| 362  | Gottfried von Straßburg              | Tristan                                                                                    | 1210           | Epos                 | Deutschland                 |
| 363  | Jeremias Gotthelf                    | Uli der Knecht – Uli der Pächter                                                           | 1841           | Roman                | Schweiz                     |
| 364  | Juan Goytisolo                       | Identitätszeichen                                                                          | 1966           | Roman                | Spanien                     |
| 365  | Baltasar Gracián                     | Handorakel und Kunst der Weltklugheit                                                      | 1647           | Aphorismen           | Spanien                     |
| 366  | Oskar Maria Graf                     | Bolwieser                                                                                  | 1932           | Roman                | Deutschland                 |
| 367  | Günter Grass                         | Die Blechtrommel                                                                           | 1959           | Roman                | Deutschland                 |
| 368  | Günter Grass                         | Katz und Maus                                                                              | 1961           | Roman                | Deutschland                 |
| 369  | Günter Grass                         | Der Butt                                                                                   | 1977           | Roman                | Deutschland                 |
| 370  | Günter Grass                         | Das Treffen in Telgte                                                                      | 1979           | Erzählung            | Deutschland                 |
| 371  | Günter Grass                         | Im Krebsgang                                                                               | 2002           | Roman                | Deutschland                 |
| 372  | Julien Green                         | Leviathan                                                                                  | 1929           | Roman                | Frankreich                  |
| 373  | Graham Greene                        | Die Kraft und die Herrlichkeit                                                             | 1940           | Roman                | Großbritannien              |
| 374  | Graham Greene                        | Der dritte Mann                                                                            | 1950           | Erzählung            | Großbritannien              |
| 375  | Franz Grillparzer                    | Der arme Spielmann                                                                         | 1847           | Novelle              | Österreich                  |
| 376  | Jacob u. Wilhelm Grimm               | Kinder- und Hausmärchen                                                                    | 1812           | Erzählung            | Deutschland                 |
| 377  | Jacob u. Wilhelm Grimm               | Deutsches Wörterbuch                                                                       | 1852           | Sachbuch             | Deutschland                 |
| 378  | Hans Jacob Grimmelshausen            | Der abenteuerliche Simplicissimus                                                          | 1668           | Roman                | Deutschland                 |
| 379  | Walter Gropius                       | Architektur. Wege zu einer optischen Kultur                                                | 1955           | Sachbuch             | USA                         |
| 380  | Max von der Grün                     | Irrlicht und Feuer                                                                         | 1963           | Roman                | Deutschland                 |
| 381  | Bernhard Grzimek                     | Serengeti darf nicht sterben                                                               | 1959           | Sachbuch             | Deutschland                 |
| 382  | Giovannino Guareschi                 | Don Camillo und Peppone                                                                    | 1948           | Roman                | Italien                     |
| 383  | Lars Gustafsson                      | Herr Gustafsson persönlich                                                                 | 1971           | Roman                | Schweden                    |
| 384  | David Guterson                       | Schnee der auf Zedern fällt                                                                | 1994           | Roman                | USA                         |
| 385  | Jürgen Habermas                      | Theorie des kommunikativen Handelns                                                        | 1981           | Philosophie          | Deutschland                 |
| 386  | Friedrich Hacker                     | Aggression                                                                                 | 1971           | Sachbuch             | USA                         |
| 387  | Ernst Haeckel                        | Die Welträtsel                                                                             | 1899           | Sachbuch             | Deutschland                 |
| 388  | Sebastian Haffner                    | Anmerkungen zu Hitler                                                                      | 1978           | Sachbuch             | Deutschland                 |
| 389  | Ulla Hahn                            | Ein Mann im Haus                                                                           | 1991           | Roman                | Deutschland                 |
| 390  | Samuel Hahnemann                     | Organon der rationellen Heilkunde                                                          | 1810           | Sachbuch             | Deutschland                 |
| 391  | Alex Haley                           | Wurzeln                                                                                    | 1976           | Roman                | USA                         |
| 392  | Dashiell Hammett                     | Der Malteser Falke                                                                         | 1930           | Roman                | USA                         |
| 393  | Knut Hamsun                          | Hunger                                                                                     | 1890           | Roman                | Norwegen                    |
| 394  | Knut Hamsun                          | Segen der Erde                                                                             | 1917           | Roman                | Norwegen                    |
| 395  | Peter Handke                         | Der kurze Brief zum langen Abschied                                                        | 1972           | Erzählung            | Österreich                  |
| 396  | Peter Handke                         | Die Wiederholung                                                                           | 1986           | Roman                | Österreich                  |
| 397  | Thomas Hardy                         | Tess von den d’Urbervilles                                                                 | 1891           | Roman                | Großbritannien              |
| 398  | Nikolaus Harnoncourt                 | Musik als Klangrede                                                                        | 1982           | Sachbuch             | Österreich                  |
| 399  | Heinrich Harrer                      | Sieben Jahre in Tibet                                                                      | 1952           | Sachbuch             | Österreich                  |
| 400  | Maarten ’t Hart                      | Das Wüten der ganzen Welt                                                                  | 1993           | Roman                | Niederlande                 |
| 401  | Peter Härtling                       | Hölderlin                                                                                  | 1976           | Roman                | Deutschland                 |
| 402  | Hartmann von Aue                     | Der arme Heinrich                                                                          | 1191           | Versepos             | Deutschland                 |
| 403  | Jaroslav Hašek                       | Die Abenteuer des braven Soldaten Schwejk                                                  | 1921           | Roman                | Tschechien                  |
| 404  | Josef Haslinger                      | Opernball                                                                                  | 1995           | Roman                | Österreich                  |
| 405  | Wilhelm Hauff                        | Märchenalmanach auf das Jahr 1828                                                          | 1828           | Erzählung            | Deutschland                 |
| 406  | Gerhart Hauptmann                    | Bahnwärter Thiel                                                                           | 1888           | Novelle              | Deutschland                 |
| 407  | Stephen Hawking                      | Eine kurze Geschichte der Zeit                                                             | 1988           | Sachbuch             | Großbritannien              |
| 408  | Nathaniel Hawthorne                  | Der scharlachrote Buchstabe                                                                | 1850           | Roman                | USA                         |
| 409  | Johann Peter Hebel                   | Schatzkästlein des rheinischen Hausfreundes                                                | 1811           | Erzählung            | Deutschland                 |
| 410  | Sven Hedin                           | Die Seidenstrasse                                                                          | 1936           | Sachbuch             | Schweden                    |
| 411  | Martin Heidegger                     | Sein und Zeit                                                                              | 1927           | Philosophie          | Deutschland                 |
| 412  | A. F. Th. van der Heijden            | Der Anwalt der Hähne                                                                       | 1990           | Roman                | Niederlande                 |
| 413  | Christoph Hein                       | Willenbrock                                                                                | 2000           | Roman                | Deutschland                 |
| 414  | Heinrich Heine                       | Buch der Lieder                                                                            | 1827           | Lyrik                | Deutschland                 |
| 415  | Heinrich Heine                       | Deutschland. Ein Wintermärchen                                                             | 1844           | Epos                 | Deutschland                 |
| 416  | Werner Heisenberg                    | Der Teil und das Ganze                                                                     | 1969           | Sachbuch             | Deutschland                 |
| 417  | Joseph Heller                        | Der IKS-Haken                                                                              | 1961           | Roman                | USA                         |
| 418  | Ernest Hemingway                     | In einem andern Land                                                                       | 1929           | Roman                | USA                         |
| 419  | Ernest Hemingway                     | Wem die Stunde schlägt                                                                     | 1940           | Roman                | USA                         |
| 420  | Ernest Hemingway                     | Der alte Mann und das Meer                                                                 | 1952           | Roman                | USA                         |
| 421  | Eckhard Henscheid                    | Die Vollidioten                                                                            | 1973           | Roman                | Deutschland                 |
| 422  | Willem Frederik Hermans              | Die Dunkelkammer des Damokles                                                              | 1958           | Roman                | Niederlande                 |
| 423  | Herodot                              | Historien                                                                                  | −445           | Sachbuch             | Griechenland                |
| 424  | Eugen Herrigel                       | Zen in der Kunst des Bogenschießens                                                        | 1948           | Sachbuch             | Deutschland                 |
| 425  | Theodor Herzl                        | Der Judenstaat                                                                             | 1896           | Sachbuch             | Österreich                  |
| 426  | Fritz von Herzmanovsky-Orlando       | Der Gaulschreck im Rosennetz                                                               | 1928           | Roman                | Österreich                  |
| 427  | Hesiod                               | Werke und Tage                                                                             | −700           | Epos                 | Griechenland                |
| 428  | Hermann Hesse                        | Siddhartha                                                                                 | 1922           | Erzählung            | Deutschland                 |
| 429  | Hermann Hesse                        | Der Steppenwolf                                                                            | 1927           | Roman                | Deutschland                 |
| 430  | Hermann Hesse                        | Das Glasperlenspiel                                                                        | 1943           | Roman                | Deutschland                 |
| 431  | Thor Heyerdahl                       | Kon-Tiki                                                                                   | 1949           | Sachbuch             | Norwegen                    |
| 432  | Stefan Heym                          | Der bittere Lorbeer                                                                        | 1948           | Roman                | Deutschland                 |
| 433  | Stefan Heym                          | Der König David Bericht                                                                    | 1972           | Roman                | Deutschland                 |
| 434  | Patricia Highsmith                   | Der talentierte Mr. Ripley                                                                 | 1955           | Roman                | USA                         |
| 435  | Wolfgang Hilbig                      | Das Provisorium                                                                            | 1999           | Roman                | Deutschland                 |
| 436  | Edgar Hilsenrath                     | Der Nazi & der Friseur                                                                     | 1971           | Roman                | Deutschland                 |
| 437  | Magnus Hirschfeld                    | Die Homosexualität des Mannes und des Weibes                                               | 1914           | Sachbuch             | Deutschland                 |
| 438  | Shere Hite                           | Hite-Report – Das sexuelle Erleben der Frau                                                | 1976           | Sachbuch             | USA                         |
| 439  | Thomas Hobbes                        | Leviathan                                                                                  | 1651           | Philosophie          | Großbritannien              |
| 440  | Peter Høeg                           | Fräulein Smillas Gespür für Schnee                                                         | 1992           | Roman                | Dänemark                    |
| 441  | E.T.A. Hoffmann                      | Der goldene Topf                                                                           | 1814           | Roman                | Deutschland                 |
| 442  | E.T.A. Hoffmann                      | Die Elixiere des Teufels                                                                   | 1815           | Roman                | Deutschland                 |
| 443  | Heinrich Hoffmann                    | Struwwelpeter                                                                              | 1845           | Kinderbuch           | Deutschland                 |
| 444  | Douglas R. Hofstadter                | Gödel, Escher, Bach – ein Endloses Geflochtenes Band                                       | 1979           | Sachbuch             | USA                         |
| 445  | Friedrich Hölderlin                  | Hyperion                                                                                   | 1797           | Roman                | Deutschland                 |
| 446  | Homer                                | Ilias                                                                                      | −800           | Epos                 | Griechenland                |
| 447  | Homer                                | Odyssee                                                                                    | −800           | Epos                 | Griechenland                |
| 448  | Horaz                                | Oden                                                                                       | −13            | Lyrik                | Latein                      |
| 449  | Max Horkheimer, Theodor W. Adorno    | Dialektik der Aufklärung                                                                   | 1947           | Philosophie          | Deutschland                 |
| 450  | Ödön von Horváth                     | Ein Kind unserer Zeit                                                                      | 1938           | Roman                | Österreich                  |
| 451  | Michel Houellebecq                   | Ausweitung der Kampfzone                                                                   | 1994           | Roman                | Frankreich                  |
| 452  | Bohumil Hrabal                       | Ich habe den englischen König bedient                                                      | 1971           | Roman                | Tschechien                  |
| 453  | Christoph Wilhelm Hufeland           | Die Kunst, das menschliche Leben zu verlängern                                             | 1797           | Sachbuch             | Deutschland                 |
| 454  | Victor Hugo                          | Der Glöckner von Notre Dame                                                                | 1831           | Roman                | Frankreich                  |
| 455  | Victor Hugo                          | Die Elenden                                                                                | 1862           | Roman                | Frankreich                  |
| 456  | Johan Huizinga                       | Herbst des Mittelalters                                                                    | 1919           | Sachbuch             | Niederlande                 |
| 457  | Keri Hulme                           | Unter dem Tagmond                                                                          | 1984           | Roman                | Neuseeland                  |
| 458  | Alexander von Humboldt               | Kosmos                                                                                     | 1845           | Sachbuch             | Deutschland                 |
| 459  | Thomas Hürlimann                     | Die Tessinerin                                                                             | 1981           | Erzählung            | Schweiz                     |
| 460  | Aldous Huxley                        | Schöne neue Welt                                                                           | 1932           | Roman                | Großbritannien              |
| 461  | Joris-Karl Huysmans                  | Gegen den Strich                                                                           | 1884           | Roman                | Frankreich                  |
| 462  | Lee Iacocca                          | Iacocca. Eine amerikanische Karriere                                                       | 1984           | Autobiografie        | USA                         |
| 463  | Yasushi Inoue                        | Die Eiswand                                                                                | 1957           | Roman                | Japan                       |
| 464  | Washington Irving                    | Das Skizzenbuch                                                                            | 1819           | Erzählung            | USA                         |
| 465  | John Irving                          | Garp und wie er die Welt sah                                                               | 1978           | Roman                | USA                         |
| 466  | Moses Isegawa                        | Abessinische Chronik                                                                       | 1998           | Roman                | Uganda                      |
| 467  | Christopher Isherwood                | Leb wohl, Berlin                                                                           | 1939           | Roman                | Großbritannien              |
| 468  | Kazuo Ishiguro                       | Was vom Tage übrigblieb                                                                    | 1989           | Roman                | Großbritannien              |
| 469  | Jens Peter Jacobsen                  | Niels Lyhne                                                                                | 1880           | Roman                | Dänemark                    |
| 470  | Hans Henny Jahnn                     | Fluss ohne Ufer                                                                            | 1949           | Roman                | Deutschland                 |
| 471  | Henry James                          | Bildnis einer Dame                                                                         | 1881           | Roman                | USA                         |
| 472  | Ernst Jandl                          | Laut und Luise                                                                             | 1966           | Lyrik                | Österreich                  |
| 473  | Karl Jaspers                         | Die geistige Situation der Zeit                                                            | 1931           | Philosophie          | Deutschland                 |
| 474  | Jean Paul                            | Siebenkäs                                                                                  | 1796           | Roman                | Deutschland                 |
| 475  | Abraham Bar Jehoschua                | Der Liebhaber                                                                              | 1980           | Roman                | Israel                      |
| 476  | Elfriede Jelinek                     | Die Klavierspielerin                                                                       | 1983           | Roman                | Österreich                  |
| 477  | Wenedikt Jerofejew                   | Die Reise nach Petuschki                                                                   | 1973           | Versepos             | Russland                    |
| 478  | Juan Ramón Jiménez                   | Platero und ich                                                                            | 1914           | Erzählung            | Spanien                     |
| 479  | Uwe Johnson                          | Mutmassungen über Jakob                                                                    | 1959           | Roman                | Deutschland                 |
| 480  | Uwe Johnson                          | Jahrestage                                                                                 | 1970           | Roman                | Deutschland                 |
| 481  | Eyvind Johnson                       | Eine große Zeit                                                                            | 1960           | Roman                | Schweden                    |
| 482  | Hans Jonas                           | Das Prinzip Verantwortung                                                                  | 1979           | Philosophie          | Deutschland                 |
| 483  | James Jones                          | Verdammt in alle Ewigkeit                                                                  | 1951           | Roman                | USA                         |
| 484  | Erica Jong                           | Angst vorm Fliegen                                                                         | 1973           | Roman                | USA                         |
| 485  | James Joyce                          | Dubliner                                                                                   | 1914           | Erzählung            | Irland                      |
| 486  | James Joyce                          | Ulysses                                                                                    | 1922           | Roman                | Irland                      |
| 487  | C.G. Jung                            | Psychologische Typen                                                                       | 1921           | Sachbuch             | Schweiz                     |
| 488  | Jung Chang                           | Wilde Schwäne                                                                              | 1991           | Roman                | China                       |
| 489  | Ernst Jünger                         | In Stahlgewittern                                                                          | 1920           | Tagebuch             | Deutschland                 |
| 490  | Ernst Jünger                         | Auf den Marmorklippen                                                                      | 1939           | Erzählung            | Deutschland                 |
| 491  | Robert Jungk                         | Die Zukunft hat schon begonnen                                                             | 1952           | Sachbuch             | Österreich                  |
| 492  | Ismail Kadaré                        | Der General der toten Armee                                                                | 1963           | Roman                | Albanien                    |
| 493  | Franz Kafka                          | Die Verwandlung                                                                            | 1915           | Erzählung            | Österreich                  |
| 494  | Franz Kafka                          | Der Prozess                                                                                | 1925           | Roman                | Österreich                  |
| 495  | Franz Kafka                          | Das Schloss                                                                                | 1926           | Roman                | Österreich                  |
| 496  | Immanuel Kant                        | Kritik der reinen Vernunft                                                                 | 1781           | Philosophie          | Deutschland                 |
| 497  | Hermann Kant                         | Die Aula                                                                                   | 1965           | Roman                | Deutschland                 |
| 498  | Hermann Kasack                       | Die Stadt hinter dem Strom                                                                 | 1947           | Roman                | Deutschland                 |
| 499  | Nikos Kazantzakis                    | Alexis Sorbas                                                                              | 1946           | Roman                | Griechenland                |
| 500  | Marie Luise Kaschnitz                | Lange Schatten                                                                             | 1960           | Erzählung            | Deutschland                 |
| 501  | Erich Kästner                        | Emil und die Detektive                                                                     | 1929           | Kinderbuch           | Deutschland                 |
| 502  | Erich Kästner                        | Fabian                                                                                     | 1931           | Roman                | Deutschland                 |
| 503  | Kawabata Yasunari                    | Tausend Kraniche                                                                           | 1952           | Roman                | Japan                       |
| 504  | Gottfried Keller                     | Der grüne Heinrich                                                                         | 1854           | Roman                | Schweiz                     |
| 505  | Gottfried Keller                     | Die Leute von Seldwyla                                                                     | 1873           | Novelle              | Schweiz                     |
| 506  | Werner Keller                        | Und die Bibel hat doch recht                                                               | 1955           | Sachbuch             | Deutschland                 |
| 507  | Walter Kempowski                     | Tadellöser & Wolff                                                                         | 1971           | Roman                | Deutschland                 |
| 508  | Thomas Keneally                      | Schindlers Liste                                                                           | 1982           | Roman                | Australien                  |
| 509  | Johannes Kepler                      | Neue Astronomie                                                                            | 1609           | Sachbuch             | Deutschland                 |
| 510  | Justinus Kerner                      | Die Seherin von Prevorst                                                                   | 1829           | Sachbuch             | Deutschland                 |
| 511  | Jack Kerouac                         | Unterwegs                                                                                  | 1957           | Roman                | USA                         |
| 512  | Imre Kertész                         | Roman eines Schicksallosen                                                                 | 1975           | Roman                | Ungarn                      |
| 513  | Ken Kesey                            | Einer flog über das Kuckucksnest                                                           | 1962           | Roman                | USA                         |
| 514  | Irmgard Keun                         | Das kunstseidene Mädchen                                                                   | 1932           | Roman                | Deutschland                 |
| 515  | Ellen Key                            | Das Jahrhundert des Kindes                                                                 | 1900           | Sachbuch             | Schweden                    |
| 516  | John Maynard Keynes                  | Allgemeine Theorie der Beschäftigung, des Zinses und des Geldes                            | 1936           | Sachbuch             | Großbritannien              |
| 517  | Søren Kierkegaard                    | Der Begriff Angst                                                                          | 1844           | Philosophie          | Dänemark                    |
| 518  | Stephen King                         | Carrie                                                                                     | 1973           | Roman                | USA                         |
| 519  | Alfred Charles Kinsey                | Das sexuelle Verhalten des Mannes / der Frau                                               | 1948           | Sachbuch             | USA                         |
| 520  | Rudyard Kipling                      | Das Dschungelbuch / Die Dschungelbücher                                                    | 1894           | Roman                | Großbritannien              |
| 521  | Rudyard Kipling                      | Kim                                                                                        | 1901           | Roman                | Großbritannien              |
| 522  | Bodo Kirchhoff                       | Infanta                                                                                    | 1990           | Roman                | Deutschland                 |
| 523  | Danilo Kiš                           | Sanduhr                                                                                    | 1972           | Roman                | Serbien                     |
| 524  | Egon Erwin Kisch                     | Der rasende Reporter                                                                       | 1925           | Sachbuch             | Deutschland                 |
| 525  | Ephraim Kishon                       | Drehen Sie sich um Frau Lot!                                                               | 1961           | Erzählung            | Israel                      |
| 526  | Aleksis Kivi                         | Die sieben Brüder                                                                          | 1870           | Roman                | Finnland                    |
| 527  | Heinrich von Kleist                  | Die Marquise von O...                                                                      | 1808           | Novelle              | Deutschland                 |
| 528  | Heinrich von Kleist                  | Michael Kohlhaas                                                                           | 1810           | Novelle              | Deutschland                 |
| 529  | Victor Klemperer                     | Ich will Zeugnis ablegen bis zum letzten. Tagebücher 1933–1945                             | 1933           | Tagebuch             | Deutschland                 |
| 530  | Victor Klemperer                     | LTI. Notizbuch eines Philologen                                                            | 1947           | Sachbuch             | Deutschland                 |
| 531  | Friedrich Gottlieb Klopstock         | Der Messias                                                                                | 1748           | Versepos             | Deutschland                 |
| 532  | Alexander Kluge                      | Schlachtbeschreibung                                                                       | 1964           | Roman                | Deutschland                 |
| 533  | Alexander Kluge                      | Chronik der Gefühle                                                                        | 2000           | Erzählung            | Deutschland                 |
| 534  | Adolph Freiherr Knigge               | Über den Umgang mit Menschen                                                               | 1788           | Sachbuch             | Deutschland                 |
| 535  | Wolfgang Koeppen                     | Das Treibhaus                                                                              | 1953           | Roman                | Deutschland                 |
| 536  | Arthur Koestler                      | Sonnenfinsternis                                                                           | 1940           | Roman                | Großbritannien              |
| 537  | Eugen Kogon                          | Der SS-Staat                                                                               | 1946           | Sachbuch             | Deutschland                 |
| 538  | Annette Kolb                         | Die Schaukel                                                                               | 1934           | Roman                | Deutschland                 |
| 539  | Christoph Kolumbus                   | Das Bordbuch                                                                               | 1492           | Sachbuch             | Italien                     |
| 540  | Konfuzius                            | Gespräche                                                                                  | −551           | Philosophie          | China                       |
| 541  | György Konrád                        | Der Komplize                                                                               | 1983           | Roman                | Ungarn                      |
| 542  | Siegfried Kracauer                   | Von Caligari zu Hitler                                                                     | 1947           | Sachbuch             | Deutschland                 |
| 543  | Richard von Krafft-Ebing             | Psychopathia sexualis                                                                      | 1886           | Sachbuch             | Deutschland                 |
| 544  | Brigitte Kronauer                    | Berittener Bogenschütze                                                                    | 1986           | Roman                | Deutschland                 |
| 545  | Jaan Kross                           | Der Verrückte des Zaren                                                                    | 1978           | Roman                | Estland                     |
| 546  | Thomas S. Kuhn                       | Die Struktur wissenschaftlicher Revolutionen                                               | 1962           | Sachbuch             | USA                         |
| 547  | Dieter Kühn                          | Trilogie des Mittelalters                                                                  | 1977           | Sachbuch             | Deutschland                 |
| 548  | Milan Kundera                        | Die unerträgliche Leichtigkeit des Seins                                                   | 1984           | Roman                | Tschechien                  |
| 549  | Hans Küng                            | Existiert Gott?                                                                            | 1978           | Theologie            | Schweiz                     |
| 550  | Hanif Kureishi                       | Der Buddha aus der Vorstadt                                                                | 1990           | Roman                | Großbritannien              |
| 551  | Marie Madeleine de La Fayette        | Die Prinzessin von Clèves                                                                  | 1678           | Roman                | Frankreich                  |
| 552  | Jean de La Fontaine                  | Fabeln                                                                                     | 1668           | Fabeln               | Frankreich                  |
| 553  | François de La Rochefoucauld         | Reflexionen oder Sentenzen und moralische Maximen                                          | 1665           | Aphorismen           | Frankreich                  |
| 554  | Pär Lagerkvist                       | Barrabas                                                                                   | 1950           | Roman                | Schweden                    |
| 555  | Selma Lagerlöf                       | Gösta Berling                                                                              | 1891           | Roman                | Schweden                    |
| 556  | Selma Lagerlöf                       | Wunderbare Reise des kleinen Nils Holgersson                                               | 1906           | Kinderbuch           | Schweden                    |
| 557  | Ronald D. Laing                      | Das geteilte Selbst                                                                        | 1960           | Sachbuch             | Schottland                  |
| 558  | Elisabeth Langgässer                 | Das unauslöschliche Siegel                                                                 | 1946           | Roman                | Deutschland                 |
| 559  | Laotse                               | Das Buch vom Sinn des Lebens                                                               | −400           | Philosophie          | China                       |
| 560  | Lautréamont                          | Die Gesänge des Maldoror                                                                   | 1869           | Versepos             | Frankreich                  |
| 561  | D.H. Lawrence                        | Söhne und Liebhaber                                                                        | 1913           | Roman                | Großbritannien              |
| 562  | D.H. Lawrence                        | Lady Chatterley                                                                            | 1928           | Roman                | Großbritannien              |
| 563  | T.E. Lawrence                        | Die sieben Säulen der Weisheit                                                             | 1926           | Autobiografie        | Großbritannien              |
| 564  | Halldór Laxness                      | Die Islandglocke                                                                           | 1943           | Roman                | Island                      |
| 565  | Gustave Le Bon                       | Die Psychologie der Massen                                                                 | 1895           | Sachbuch             | Frankreich                  |
| 566  | John le Carré                        | Der Spion, der aus der Kälte kam                                                           | 1963           | Roman                | Großbritannien              |
| 567  | Gertrud von le Fort                  | Das Schweißtuch der Veronika                                                               | 1928           | Roman                | Deutschland                 |
| 568  | Richard, Lewin, Roger Leakey         | Der Ursprung des Menschen                                                                  | 1992           | Sachbuch             | Kenia                       |
| 569  | Hans Lebert                          | Die Wolfshaut                                                                              | 1960           | Roman                | Österreich                  |
| 570  | Stanislaw Jerzy Lec                  | Unfrisierte Gedanken                                                                       | 1957           | Lyrik                | Polen                       |
| 571  | Gavino Ledda                         | Padre Padrone – Mein Vater, mein Herr                                                      | 1975           | Roman                | Italien                     |
| 572  | Harper Lee                           | Wer die Nachtigall stört                                                                   | 1960           | Roman                | USA                         |
| 573  | Gottfried Wilhelm Leibniz            | Die Theodizee                                                                              | 1710           | Philosophie          | Deutschland                 |
| 574  | Stanislaw Lem                        | Solaris                                                                                    | 1961           | Roman                | Polen                       |
| 575  | Wladimir Iljitsch Lenin              | Was tun?                                                                                   | 1902           | Sachbuch             | Russland                    |
| 576  | Siegfried Lenz                       | So zärtlich war Suleyken                                                                   | 1955           | Roman                | Deutschland                 |
| 577  | Siegfried Lenz                       | Deutschstunde                                                                              | 1968           | Roman                | Deutschland                 |
| 578  | Donna Leon                           | Venezianisches Finale                                                                      | 1992           | Roman                | USA                         |
| 579  | Wolfgang Leonhard                    | Die Revolution entlässt ihre Kinder                                                        | 1955           | Autobiografie        | Deutschland                 |
| 580  | Michail Lermontow                    | Ein Held unserer Zeit                                                                      | 1840           | Roman                | Russland                    |
| 581  | Alain-René Lesage                    | Gil Blas von Santillana                                                                    | 1715           | Roman                | Frankreich                  |
| 582  | Nikolai Leskow                       | Die Lady Macbeth aus dem Landkreis Mzensk                                                  | 1865           | Erzählung            | Russland                    |
| 583  | Doris Lessing                        | Das goldene Notizbuch                                                                      | 1962           | Roman                | Großbritannien              |
| 584  | Carlo Levi                           | Christus kam nur bis Eboli                                                                 | 1945           | Roman                | Italien                     |
| 585  | Primo Levi                           | Ist das ein Mensch?                                                                        | 1947           | Roman                | Italien                     |
| 586  | Claude Lévi-Strauss                  | Traurige Tropen                                                                            | 1955           | Sachbuch             | Frankreich                  |
| 587  | Sinclair Lewis                       | Babbitt                                                                                    | 1922           | Roman                | USA                         |
| 588  | Georg Christoph Lichtenberg          | Sudelbücher                                                                                | 1800           | Lyrik                | Deutschland                 |
| 589  | Charles August Lindbergh             | Mein Flug über den Ozean                                                                   | 1953           | Autobiografie        | USA                         |
| 590  | Astrid Lindgren                      | Pippi Langstrumpf                                                                          | 1945           | Kinderbuch           | Schweden                    |
| 591  | John Locke                           | Zwei Abhandlungen über die Regierung                                                       | 1690           | Philosophie          | Großbritannien              |
| 592  | David Lodge                          | Ortswechsel                                                                                | 1975           | Roman                | Großbritannien              |
| 593  | Erich Loest                          | Nikolaikirche                                                                              | 1995           | Roman                | Deutschland                 |
| 594  | Jack London                          | Der Ruf der Wildnis                                                                        | 1903           | Roman                | USA                         |
| 595  | Jack London                          | Der Seewolf                                                                                | 1904           | Roman                | USA                         |
| 596  | Elias Lönnrot                        | Kalevala                                                                                   | 1849           | Lyrik                | Finnland                    |
| 597  | Konrad Lorenz                        | Das sogenannte Böse                                                                        | 1963           | Sachbuch             | Österreich                  |
| 598  | Malcolm Lowry                        | Unter dem Vulkan                                                                           | 1947           | Roman                | Großbritannien              |
| 599  | Niklas Luhmann                       | Die Gesellschaft der Gesellschaft                                                          | 1997           | Sachbuch             | Deutschland                 |
| 600  | Georg Lukács                         | Geschichte und Klassenbewußtsein                                                           | 1923           | Sachbuch             | Ungarn                      |
| 601  | Lukian von Samosata                  | Hetärengespräche                                                                           | 160            | Sachbuch             | Griechenland                |
| 602  | Martin Luther                        | Von der Freiheit eines Christenmenschen                                                    | 1520           | Religion             | Deutschland                 |
| 603  | Joaquim Maria Machado de Assis       | Nachträgliche Memoiren des Brás Cubas                                                      | 1881           | Roman                | Brasilien                   |
| 604  | Nagib Mahfuz                         | Die Midaq-Gasse                                                                            | 1947           | Roman                | Arabien                     |
| 605  | Niccolò Machiavelli                  | Der Fürst                                                                                  | 1513           | Sachbuch             | Italien                     |
| 606  | Norman Mailer                        | Die Nackten und die Toten                                                                  | 1948           | Roman                | USA                         |
| 607  | Bernard Malamud                      | Der Fixer                                                                                  | 1966           | Roman                | USA                         |
| 608  | Curzio Malaparte                     | Die Haut                                                                                   | 1949           | Roman                | Italien                     |
| 609  | Bronisław Malinowski                 | Geschlecht und Verdrängung in primitiven Gesellschaften                                    | 1927           | Sachbuch             | Polen                       |
| 610  | Stéphane Mallarmé                    | Der Nachmittag eines Fauns                                                                 | 1876           | Lyrik                | Frankreich                  |
| 611  | André Malraux                        | So lebt der Mensch                                                                         | 1933           | Roman                | Frankreich                  |
| 612  | Benoît Mandelbrot                    | Die Fraktale Geometrie der Natur                                                           | 1982           | Sachbuch             | Polen                       |
| 613  | Henning Mankell                      | Mörder ohne Gesicht                                                                        | 1991           | Roman                | Schweden                    |
| 614  | Thomas Mann                          | Buddenbrooks                                                                               | 1901           | Roman                | Deutschland                 |
| 615  | Thomas Mann                          | Der Tod in Venedig                                                                         | 1912           | Novelle              | Deutschland                 |
| 616  | Thomas Mann                          | Der Zauberberg                                                                             | 1924           | Roman                | Deutschland                 |
| 617  | Thomas Mann                          | Doktor Faustus                                                                             | 1947           | Roman                | Deutschland                 |
| 618  | Thomas Mann                          | Bekenntnisse des Hochstaplers Felix Krull                                                  | 1954           | Roman                | Deutschland                 |
| 619  | Heinrich Mann                        | Professor Unrat                                                                            | 1905           | Roman                | Deutschland                 |
| 620  | Heinrich Mann                        | Der Untertan                                                                               | 1916           | Roman                | Deutschland                 |
| 621  | Heinrich Mann                        | Die Jugend des Königs Henri Quatre                                                         | 1935           | Roman                | Deutschland                 |
| 622  | Klaus Mann                           | Mephisto                                                                                   | 1936           | Roman                | Deutschland                 |
| 623  | Katherine Mansfield                  | Das Gartenfest und andere Geschichten                                                      | 1922           | Erzählung            | Großbritannien              |
| 624  | Alessandro Manzoni                   | Die Verlobten                                                                              | 1827           | Roman                | Italien                     |
| 625  | Mao Zedong                           | Worte des Vorsitzenden Mao Tse-tung                                                        | 1966           | Sachbuch             | China                       |
| 626  | Sándor Márai                         | Die Glut                                                                                   | 1942           | Roman                | Ungarn                      |
| 627  | Dacia Maraini                        | Die stumme Herzogin                                                                        | 1991           | Roman                | Italien                     |
| 628  | Herbert Marcuse                      | Der eindimensionale Mensch                                                                 | 1964           | Philosophie          | USA                         |
| 629  | Javier Marías                        | Mein Herz so weiß                                                                          | 1992           | Roman                | Spanien                     |
| 630  | Mark Aurel                           | Selbstbetrachtungen                                                                        | 168            | Philosophie          | Latein                      |
| 631  | Mark Twain                           | Tom Sawyers Abenteuer                                                                      | 1876           | Kinderbuch           | USA                         |
| 632  | Mark Twain                           | Huckleberry Finns Abenteuer                                                                | 1884           | Kinderbuch           | USA                         |
| 633  | E. Marlitt                           | Die zweite Frau                                                                            | 1873           | Roman                | Deutschland                 |
| 634  | Monika Maron                         | Flugasche                                                                                  | 1981           | Roman                | Deutschland                 |
| 635  | Karl Marx                            | Das Kapital                                                                                | 1867           | Sachbuch             | Deutschland                 |
| 636  | Friedrich Engels und Karl Marx       | Manifest der kommunistischen Partei                                                        | 1848           | Sachbuch             | Deutschland                 |
| 637  | W. Somerset Maugham                  | Der Menschen Hörigkeit                                                                     | 1915           | Roman                | Großbritannien              |
| 638  | Guy de Maupassant                    | Bel-Ami                                                                                    | 1885           | Roman                | Frankreich                  |
| 639  | François Mauriac                     | Die Tat der Thérèse Desqueyroux                                                            | 1927           | Roman                | Frankreich                  |
| 640  | Karl May                             | Winnetou                                                                                   | 1876           | Kinderbuch           | Deutschland                 |
| 641  | Friederike Mayröcker                 | Reise durch die Nacht                                                                      | 1984           | Roman                | Österreich                  |
| 642  | Mary McCarthy                        | Die Clique                                                                                 | 1963           | Roman                | USA                         |
| 643  | Frank McCourt                        | Die Asche meiner Mutter                                                                    | 1996           | Roman                | USA                         |
| 644  | Carson McCullers                     | Das Herz ist ein einsamer Jäger                                                            | 1940           | Roman                | USA                         |
| 645  | Ian McEwan                           | Der Zementgarten                                                                           | 1978           | Roman                | Großbritannien              |
| 646  | Ian McEwan                           | Abbitte                                                                                    | 2002           | Roman                | Großbritannien              |
| 647  | Marshall McLuhan                     | Die magischen Kanäle                                                                       | 1964           | Roman                | Kanada                      |
| 648  | Margaret Mead                        | Jugend und Sexualität in primitiven Gesellschaften                                         | 1928           | Sachbuch             | USA                         |
| 649  | Dennis L. Meadows                    | Die Grenzen des Wachstums                                                                  | 1972           | Sachbuch             | USA                         |
| 650  | Herman Melville                      | Moby Dick                                                                                  | 1851           | Roman                | USA                         |
| 651  | Robert Menasse                       | Schubumkehr                                                                                | 1995           | Roman                | Österreich                  |
| 652  | Prosper Mérimée                      | Carmen                                                                                     | 1845           | Novelle              | Frankreich                  |
| 653  | Conrad Ferdinand Meyer               | Jürg Jenatsch                                                                              | 1876           | Roman                | Schweiz                     |
| 654  | Gustav Meyrink                       | Der Golem                                                                                  | 1915           | Roman                | Deutschland                 |
| 655  | Adam Mickiewicz                      | Pan Tadeusz oder Der letzte Einritt in Litauen                                             | 1834           | Lyrik                | Polen                       |
| 656  | Henry Miller                         | Wendekreis des Krebses                                                                     | 1934           | Roman                | USA                         |
| 657  | Alice Miller                         | Am Anfang war Erziehung                                                                    | 1980           | Sachbuch             | Schweiz                     |
| 658  | Kate Millett                         | Sexus und Herrschaft                                                                       | 1970           | Sachbuch             | USA                         |
| 659  | Alan Alexander Milne                 | Pu der Bär                                                                                 | 1926           | Kinderbuch           | Großbritannien              |
| 660  | John Milton                          | Das verlorene Paradies                                                                     | 1667           | Versepos             | Großbritannien              |
| 661  | Yukio Mishima                        | Geständnis einer Maske                                                                     | 1949           | Roman                | Japan                       |
| 662  | Margaret Mitchell                    | Vom Winde verweht                                                                          | 1936           | Roman                | USA                         |
| 663  | Alexander Mitscherlich               | Medizin ohne Menschlichkeit                                                                | 1949           | Sachbuch             | Deutschland                 |
| 664  | Alexander Mitscherlich               | Auf dem Weg zur vaterlosen Gesellschaft                                                    | 1963           | Sachbuch             | Deutschland                 |
| 665  | Alexander u. Margarete Mitscherlich  | Die Unfähigkeit zu trauern                                                                 | 1967           | Sachbuch             | Deutschland                 |
| 666  | Antonio Muñoz Molina                 | Der polnische Reiter                                                                       | 1991           | Roman                | Spanien                     |
| 667  | Theodor Mommsen                      | Römische Geschichte                                                                        | 1853           | Sachbuch             | Deutschland                 |
| 668  | Jacques Monod                        | Zufall und Notwendigkeit                                                                   | 1970           | Sachbuch             | Frankreich                  |
| 669  | Michel de Montaigne                  | Essays                                                                                     | 1580           | Erzählung            | Frankreich                  |
| 670  | Charles de Montesquieu               | Vom Geist der Gesetze                                                                      | 1748           | Sachbuch             | Frankreich                  |
| 671  | Maria Montessori                     | Die Entdeckung des Kindes                                                                  | 1909           | Sachbuch             | Italien                     |
| 672  | Margriet de Moor                     | Der Virtuose                                                                               | 1993           | Roman                | Niederlande                 |
| 673  | Elsa Morante                         | La Storia                                                                                  | 1974           | Roman                | Italien                     |
| 674  | Alberto Moravia                      | La Noia                                                                                    | 1960           | Roman                | Italien                     |
| 675  | Thomas More                          | Utopia                                                                                     | 1516           | Sachbuch             | Großbritannien              |
| 676  | Christian Morgenstern                | Galgenlieder                                                                               | 1905           | Lyrik                | Deutschland                 |
| 677  | Irmtraud Morgner                     | Leben und Abenteuer der Trobadora Beatriz                                                  | 1974           | Roman                | Deutschland                 |
| 678  | Eduard Mörike                        | Mozart auf der Reise nach Prag                                                             | 1856           | Novelle              | Deutschland                 |
| 679  | Karl Philipp Moritz                  | Anton Reiser                                                                               | 1785           | Roman                | Deutschland                 |
| 680  | Desmond Morris                       | Der nackte Affe                                                                            | 1967           | Sachbuch             | Großbritannien              |
| 681  | Toni Morrison                        | Menschenkind                                                                               | 1987           | Roman                | USA                         |
| 682  | Harry Mulisch                        | Das Attentat                                                                               | 1982           | Roman                | Niederlande                 |
| 683  | Harry Mulisch                        | Die Entdeckung des Himmels                                                                 | 1992           | Roman                | Niederlande                 |
| 684  | Herta Müller                         | Der Fuchs war damals schon der Jäger                                                       | 1992           | Roman                | Deutschland                 |
| 685  | Multatuli                            | Max Havelaar                                                                               | 1860           | Roman                | Niederlande                 |
| 686  | Haruki Murakami                      | Gefährliche Geliebte                                                                       | 1992           | Roman                | Japan                       |
| 687  | Iris Murdoch                         | Der Schwarze Prinz                                                                         | 1973           | Roman                | Irland                      |
| 688  | Henri Murger                         | La Boheme                                                                                  | 1851           | Roman                | Frankreich                  |
| 689  | Joseph Murphy                        | Die Macht ihres Unterbewusstseins                                                          | 1965           | Sachbuch             | USA                         |
| 690  | Adolf Muschg                         | Baiyun oder die Freundschaftsgesellschaft                                                  | 1980           | Roman                | Schweiz                     |
| 691  | Robert Musil                         | Die Verwirrungen des Zöglings Törless                                                      | 1906           | Roman                | Österreich                  |
| 692  | Robert Musil                         | Der Mann ohne Eigenschaften                                                                | 1930           | Roman                | Österreich                  |
| 693  | Vladimir Nabokov                     | Lolita                                                                                     | 1955           | Roman                | USA                         |
| 694  | Péter Nádas                          | Buch der Erinnerung                                                                        | 1986           | Roman                | Ungarn                      |
| 695  | Sten Nadolny                         | Die Entdeckung der Langsamkeit                                                             | 1983           | Roman                | Deutschland                 |
| 696  | V. S. Naipaul                        | Ein Haus für Mr. Biswas                                                                    | 1961           | Roman                | Trinidad                    |
| 697  | Fridtjof Nansen                      | In Nacht und Eis                                                                           | 1897           | Tagebuch             | Norwegen                    |
| 698  | Taslima Nasrin                       | Scham                                                                                      | 1993           | Roman                | Bangladesh                  |
| 699  | Marguerite de Navarre                | Das Heptameron                                                                             | 1559           | Novelle              | Frankreich                  |
| 700  | Alexander Sutherland Neill           | Erziehung in Summerhill                                                                    | 1965           | Sachbuch             | Schottland                  |
| 701  | Pablo Neruda                         | Der große Gesang                                                                           | 1950           | Lyrik                | Chile                       |
| 702  | Friedrich Nietzsche                  | Also sprach Zarathustra                                                                    | 1883           | Philosophie          | Deutschland                 |
| 703  | Anaïs Nin                            | Die Tagebücher der Anaïs Nin                                                               | 1966           | Tagebuch             | USA                         |
| 704  | Elisabeth Noelle-Neumann             | Die Schweigespirale                                                                        | 1980           | Sachbuch             | Deutschland                 |
| 705  | Ingrid Noll                          | Die Apothekerin                                                                            | 1994           | Roman                | Deutschland                 |
| 706  | Cees Nooteboom                       | Rituale                                                                                    | 1980           | Roman                | Niederlande                 |
| 707  | Hans Erich Nossack                   | Spätestens im November                                                                     | 1955           | Roman                | Deutschland                 |
| 708  | Nostradamus                          | Die Prophezeiungen                                                                         | 1555           | Sachbuch             | Frankreich                  |
| 709  | Novalis                              | Heinrich von Ofterdingen                                                                   | 1802           | Roman                | Deutschland                 |
| 710  | Joyce Carol Oates                    | Im Dickicht der Kindheit                                                                   | 1976           | Roman                | USA                         |
| 711  | Kenzaburo Oe                         | Die Brüder Nedokoro                                                                        | 1967           | Roman                | Japan                       |
| 712  | Michael Ondaatje                     | Der englische Patient                                                                      | 1992           | Roman                | Kanada                      |
| 713  | José Ortega y Gasset                 | Der Aufstand der Massen                                                                    | 1930           | Sachbuch             | Spanien                     |
| 714  | George Orwell                        | Farm der Tiere                                                                             | 1946           | Roman                | Großbritannien              |
| 715  | George Orwell                        | 1984                                                                                       | 1949           | Roman                | Großbritannien              |
| 716  | Ovid                                 | Metamorphosen                                                                              | 8              | Lyrik                | Latein                      |
| 717  | Amos Oz                              | Mein Michael                                                                               | 1968           | Roman                | Israel                      |
| 718  | Vance Packard                        | Die geheimen Verführer                                                                     | 1957           | Sachbuch             | USA                         |
| 719  | Andrea Palladio                      | Die vier Bücher zur Architektur                                                            | 1570           | Sachbuch             | Italien                     |
| 720  | Erwin Panofsky                       | Die Renaissance der europäischen Kunst                                                     | 1979           | Sachbuch             | USA                         |
| 721  | Cyril Northcote Parkinson            | Parkinsons Gesetz und andere Untersuchungen über die Verwaltung                            | 1957           | Sachbuch             | Großbritannien              |
| 722  | Blaise Pascal                        | Gedanken                                                                                   | 1670           | Sachbuch             | Frankreich                  |
| 723  | Pier Paolo Pasolini                  | Ragazzi di vita                                                                            | 1955           | Roman                | Italien                     |
| 724  | Boris Pasternak                      | Doktor Schiwago                                                                            | 1957           | Roman                | Russland                    |
| 725  | Alan Paton                           | Denn sie sollen getröstet werden                                                           | 1948           | Roman                | SAF                         |
| 726  | Konstantin Paustowski                | Erzählung vom Leben                                                                        | 1945           | Erzählung            | Russland                    |
| 727  | Cesare Pavese                        | Junger Mond                                                                                | 1950           | Roman                | Italien                     |
| 728  | Octavio Paz                          | Das Labyrinth der Einsamkeit                                                               | 1950           | Roman                | Mexiko                      |
| 729  | Viktor Pelewin                       | Generation P                                                                               | 1999           | Roman                | Russland                    |
| 730  | Walker Percy                         | Der Idiot des Südens                                                                       | 1966           | Roman                | USA                         |
| 731  | Leo Perutz                           | Nachts unter der steinernen Brücke                                                         | 1953           | Roman                | Deutschland                 |
| 732  | Fernando Pessoa                      | Das Buch der Unruhe                                                                        | 1930           | Erzählung            | Portugal                    |
| 733  | Francesco Petrarca                   | Canzoniere                                                                                 | 1470           | Lyrik                | Italien                     |
| 734  | Petronius                            | Satyricon                                                                                  | 60             | Roman                | Latein                      |
| 735  | Nikolaus Pevsner                     | Europäische Architektur                                                                    | 1943           | Sachbuch             | Deutschland                 |
| 736  | Jean Piaget                          | Das Erwachen der Intelligenz beim Kinde                                                    | 1936           | Sachbuch             | Frankreich                  |
| 737  | Luigi Pirandello                     | Mattia Pascal                                                                              | 1904           | Roman                | Italien                     |
| 738  | Sylvia Plath                         | Die Glasglocke                                                                             | 1963           | Roman                | USA                         |
| 739  | Platon                               | Der Staat                                                                                  | −387           | Philosophie          | Griechenland                |
| 740  | Andrej Platonow                      | Unterwegs nach Tschevengur                                                                 | 1972           | Roman                | Russland                    |
| 741  | Ulrich Plenzdorf                     | Die neuen Leiden des jungen W.                                                             | 1973           | Roman                | Deutschland                 |
| 742  | Theodor Plievier                     | Stalingrad                                                                                 | 1945           | Roman                | Deutschland                 |
| 743  | Plutarch                             | Parallelbiographien                                                                        | −110           | Geschichtsschreibung | Griechenland                |
| 744  | Edgar Allan Poe                      | Der Untergang des Hauses Usher                                                             | 1883           | Roman                | USA                         |
| 745  | Marco Polo                           | Die Wunder der Welt                                                                        | 1483           | Sachbuch             | Italien                     |
| 746  | Katherine Anne Porter                | Das Narrenschiff                                                                           | 1962           | Roman                | USA                         |
| 747  | Rudolf Pörtner                       | Mit dem Fahrstuhl in die Römerzeit                                                         | 1959           | Sachbuch             | Deutschland                 |
| 748  | Neil Postman                         | Wir amüsieren uns zu Tode                                                                  | 1985           | Sachbuch             | USA                         |
| 749  | Ezra Pound                           | Cantos                                                                                     | 1925           | Lyrik                | USA                         |
| 750  | Otfried Preußler                     | Der Räuber Hotzenplotz                                                                     | 1962           | Kinderbuch           | Deutschland                 |
| 751  | Antoine-François Prévost d’Exiles    | Manon Lescaut                                                                              | 1731           | Roman                | Frankreich                  |
| 752  | E. Annie Proulx                      | Schiffsmeldungen                                                                           | 1993           | Roman                | USA                         |
| 753  | Marcel Proust                        | Auf der Suche nach der verlorenen Zeit                                                     | 1913           | Roman                | Frankreich                  |
| 754  | Manuel Puig                          | Der Kuss der Spinnenfrau                                                                   | 1976           | Roman                | Argentinien                 |
| 755  | Alexander Puschkin                   | Eugen Onegin                                                                               | 1833           | Roman                | Russland                    |
| 756  | Mario Puzo                           | Der Pate                                                                                   | 1969           | Roman                | USA                         |
| 757  | Thomas Pynchon                       | Die Enden der Parabel                                                                      | 1973           | Roman                | USA                         |
| 758  | Raymond Queneau                      | Zazie in der Metro                                                                         | 1959           | Roman                | Frankreich                  |
| 759  | Wilhelm Raabe                        | Stopfkuchen                                                                                | 1891           | Roman                | Deutschland                 |
| 760  | François Rabelais                    | Gargantua und Pantagruel                                                                   | 1532           | Roman                | Frankreich                  |
| 761  | Raymond Radiguet                     | Den Teufel im Leib                                                                         | 1923           | Roman                | Frankreich                  |
| 762  | Karl Rahner                          | Grundkurs des Glaubens                                                                     | 1976           | Religion             | Deutschland                 |
| 763  | Charles-Ferdinand Ramuz              | Besuch des Dichters                                                                        | 1923           | Roman                | Schweiz                     |
| 764  | Leopold von Ranke                    | Deutsche Geschichte im Zeitalter der Reformation                                           | 1839           | Sachbuch             | Deutschland                 |
| 765  | Christoph Ransmayr                   | Die letzte Welt                                                                            | 1988           | Roman                | Österreich                  |
| 766  | Valentin Rasputin                    | Abschied von Matjora                                                                       | 1976           | Roman                | Russland                    |
| 767  | Wilhelm Reich                        | Die sexuelle Revolution                                                                    | 1936           | Sachbuch             | Österreich                  |
| 768  | Brigitte Reimann                     | Ankunft im Alltag                                                                          | 1961           | Roman                | Deutschland                 |
| 769  |                                      | Reineke Fuchs                                                                              | 1165           | Versepos             | Frankreich                  |
| 770  | Erich Maria Remarque                 | Im Westen nichts Neues                                                                     | 1929           | Roman                | Frankreich                  |
| 771  | Gerard Reve                          | Die Abende                                                                                 | 1947           | Roman                | Niederlande                 |
| 772  | Wladyslaw Stanislaw Reymont          | Die Bauern                                                                                 | 1902           | Roman                | Polen                       |
| 773  | João Ubaldo Ribeiro                  | Sargento Getúlio                                                                           | 1971           | Roman                | Brasilien                   |
| 774  | Samuel Richardson                    | Pamela oder Die belohnte Tugend                                                            | 1740           | Roman                | Großbritannien              |
| 775  | Horst-Eberhard Richter               | Umgang mit der Angst                                                                       | 1992           | Sachbuch             | Deutschland                 |
| 776  | Rainer Maria Rilke                   | Die Aufzeichnungen des Malte Laurids Brigge                                                | 1910           | Roman                | Deutschland                 |
| 777  | Rainer Maria Rilke                   | Duineser Elegien                                                                           | 1923           | Lyrik                | Deutschland                 |
| 778  | Arthur Rimbaud                       | Eine Zeit in der Hölle                                                                     | 1873           | Roman                | Frankreich                  |
| 779  | Joachim Ringelnatz                   | Kuttel Daddeldu                                                                            | 1920           | Lyrik                | Deutschland                 |
| 780  | Luise Rinser                         | Mitte des Lebens                                                                           | 1950           | Roman                | Deutschland                 |
| 781  | Alain Robbe-Grillet                  | Die Jalousie oder die Eifersucht                                                           | 1957           | Roman                | Frankreich                  |
| 782  | João Guimarães Rosa                  | Grande Sertão                                                                              | 1956           | Roman                | Brasilien                   |
| 783  | Joseph Roth                          | Hiob                                                                                       | 1930           | Roman                | Österreich                  |
| 784  | Joseph Roth                          | Radetzkymarsch                                                                             | 1932           | Roman                | Österreich                  |
| 785  | Philip Roth                          | Portnoys Beschwerden                                                                       | 1970           | Roman                | USA                         |
| 786  | Philip Roth                          | Der menschliche Makel                                                                      | 2000           | Roman                | USA                         |
| 787  | Erasmus von Rotterdam                | Lob der Torheit                                                                            | 1509           | Philosophie          | Niederlande                 |
| 788  | Jean-Jacques Rousseau                | Emile oder über die Erziehung                                                              | 1762           | Sachbuch             | Frankreich                  |
| 789  | Jean-Jacques Rousseau                | Über den Gesellschaftsvertrag                                                              | 1762           | Sachbuch             | Frankreich                  |
| 790  | Jean-Jacques Rousseau                | Die Bekenntnisse                                                                           | 1782           | Sachbuch             | Frankreich                  |
| 791  | Joanne K. Rowling                    | Harry Potter und der Stein der Weisen                                                      | 1998           | Kinderbuch           | Großbritannien              |
| 792  | Juan Rulfo                           | Pedro Páramo                                                                               | 1955           | Roman                | Mexiko                      |
| 793  | Salman Rushdie                       | Die satanischen Verse                                                                      | 1989           | Roman                | Indien                      |
| 794  | John Ruskin                          | Die sieben Leuchter der Baukunst                                                           | 1849           | Sachbuch             | Großbritannien              |
| 795  | Bertrand Russell                     | Einführung in die mathematische Philosophie                                                | 1919           | Philosophie          | Großbritannien              |
| 796  | Anatoli Rybakow                      | Die Kinder vom Arbat                                                                       | 1987           | Roman                | Russland                    |
| 797  | Oliver Sacks                         | Der Mann, der seine Frau mit einem Hut verwechselte                                        | 1985           | Sachbuch             | Großbritannien              |
| 798  | Donatien Marquis de Sade             | Die 120 Tage von Sodom oder Die Schule der Libertinage.                                    | 1785           | Roman                | Frankreich                  |
| 799  | Françoise Sagan                      | Bonjour tristesse                                                                          | 1954           | Roman                | Frankreich                  |
| 800  | Carl Sagan                           | Unser Kosmos                                                                               | 1982           | Sachbuch             | USA                         |
| 801  | Antoine de Saint-Exupéry             | Wind, Sand und Sterne                                                                      | 1939           | Erzählung            | Frankreich                  |
| 802  | Antoine de Saint-Exupéry             | Der kleine Prinz                                                                           | 1943           | Kinderbuch           | Frankreich                  |
| 803  | J.D. Salinger                        | Der Fänger im Roggen                                                                       | 1951           | Roman                | USA                         |
| 804  | Ernst von Salomon                    | Der Fragebogen                                                                             | 1951           | Roman                | Deutschland                 |
| 805  | Jewgeni Samjatin                     | Wir                                                                                        | 1924           | Roman                | Russland                    |
| 806  | George Sand                          | Die Geschichte meines Lebens                                                               | 1854           | Roman                | Frankreich                  |
| 807  | José Saramago                        | Geschichte der Belagerung von Lissabon                                                     | 1989           | Roman                | Portugal                    |
| 808  | José Saramago                        | Die Stadt der Blinden                                                                      | 1995           | Roman                | Portugal                    |
| 809  | Ken Saro-Wiwa                        | Sozaboy                                                                                    | 1985           | Roman                | Nigeria                     |
| 810  | Nathalie Sarraute                    | Tropismus                                                                                  | 1939           | Roman                | Frankreich                  |
| 811  | Jean-Paul Sartre                     | Der Ekel                                                                                   | 1938           | Roman                | Frankreich                  |
| 812  | Jean-Paul Sartre                     | Das Sein und das Nichts                                                                    | 1943           | Philosophie          | Frankreich                  |
| 813  | Jean-Paul Sartre                     | Die Wege der Freiheit                                                                      | 1949           | Roman                | Frankreich                  |
| 814  | Jean-Paul Sartre                     | Die Wörter                                                                                 | 1964           | Roman                | Frankreich                  |
| 815  | Dorothy Sayers                       | Hochzeit kommt vor dem Fall                                                                | 1937           | Roman                | Großbritannien              |
| 816  | Warlam Schalamow                     | Geschichten aus Kolyma                                                                     | 1966           | Erzählung            | Russland                    |
| 817  | Rafik Schami                         | Erzähler der Nacht                                                                         | 1989           | Roman                | Syrien                      |
| 818  | Hartmann Schedel                     | Weltchronik                                                                                | 1493           | Sachbuch             | Deutschland                 |
| 819  | Helmut Schelsky                      | Die skeptische Generation                                                                  | 1957           | Sachbuch             | Deutschland                 |
| 820  | Erich Scheurmann                     | Der Papalagi                                                                               | 1920           | Roman                | Deutschland                 |
| 821  | Friedrich Schiller                   | Der Verbrecher aus verlorener Ehre                                                         | 1792           | Novelle              | Deutschland                 |
| 822  | Heinrich Schliemann                  | Bericht über die Ausgrabungen in Troja                                                     | 1874           | Sachbuch             | Deutschland                 |
| 823  | Bernhard Schlink                     | Der Vorleser                                                                               | 1995           | Roman                | Deutschland                 |
| 824  | Arno Schmidt                         | Nobodaddys Kinder                                                                          | 1951           | Roman                | Deutschland                 |
| 825  | Arno Schmidt                         | Zettels Traum                                                                              | 1970           | Roman                | Deutschland                 |
| 826  | Johann Gottfried Schnabel            | Die Insel Felsenburg                                                                       | 1731           | Roman                | Deutschland                 |
| 827  | Robert Schneider                     | Schlafes Bruder                                                                            | 1992           | Roman                | Österreich                  |
| 828  | Arthur Schnitzler                    | Lieutenant Gustl                                                                           | 1900           | Novelle              | Österreich                  |
| 829  | Arthur Schnitzler                    | Der Weg ins Freie                                                                          | 1908           | Roman                | Österreich                  |
| 830  | Scholem Alejchem                     | Tewje, der Milchmann                                                                       | 1924           | Briefroman           | Ukraine                     |
| 831  | Peter Scholl-Latour                  | Der Tod im Reisfeld                                                                        | 1979           | Sachbuch             | Deutschland                 |
| 832  | Michail Scholochow                   | Der Stille Don                                                                             | 1928           | Roman                | Russland                    |
| 833  | Arthur Schopenhauer                  | Die Welt als Wille und Vorstellung                                                         | 1819           | Philosophie          | Deutschland                 |
| 834  | Olive Schreiner                      | Geschichte einer afrikanischen Farm                                                        | 1883           | Roman                | SAF                         |
| 835  | Bruno Schulz                         | Die Zimtläden                                                                              | 1934           | Erzählung            | Polen                       |
| 836  | Ingo Schulze                         | Simple Storys                                                                              | 1998           | Roman                | Deutschland                 |
| 837  | Joseph Alois Schumpeter              | Kapitalismus, Sozialismus und Demokratie                                                   | 1942           | Sachbuch             | Österreich                  |
| 838  | Gustav Schwab                        | Die schönsten Sagen des klassischen Altertums                                              | 1838           | Erzählung            | Deutschland                 |
| 839  | Alice Schwarzer                      | Der kleine Unterschied und seine großen Folgen                                             | 1975           | Sachbuch             | Deutschland                 |
| 840  | Albert Schweitzer                    | Aus meinem Leben und Denken                                                                | 1931           | Autobiografie        | Frankreich                  |
| 841  | Walter Scott                         | Ivanhoe                                                                                    | 1819           | Roman                | Schottland                  |
| 842  | W. G. Sebald                         | Austerlitz                                                                                 | 2001           | Roman                | Deutschland                 |
| 843  | Hans Sedlmayr                        | Verlust der Mitte                                                                          | 1948           | Sachbuch             | Österreich                  |
| 844  | Erich Segal                          | Love Story                                                                                 | 1970           | Roman                | USA                         |
| 845  | Anna Seghers                         | Das siebte Kreuz                                                                           | 1942           | Roman                | Deutschland                 |
| 846  | Anna Seghers                         | Transit                                                                                    | 1944           | Roman                | Deutschland                 |
| 847  | Hubert Selby                         | Letzte Ausfahrt Brooklyn                                                                   | 1964           | Roman                | USA                         |
| 848  | Jorge Semprún                        | Die große Reise                                                                            | 1963           | Roman                | Frankreich                  |
| 849  | Johann Gottfried Seume               | Spaziergang nach Syrakus im Jahre 1802                                                     | 1803           | Roman                | Deutschland                 |
| 850  | William Shakespeare                  | Sonette                                                                                    | 1609           | Lyrik                | Großbritannien              |
| 851  | Zeruya Shalev                        | Liebesleben                                                                                | 1997           | Roman                | Israel                      |
| 852  | Mary Shelley                         | Frankenstein oder Der neue Prometheus                                                      | 1818           | Roman                | Großbritannien              |
| 853  | Henryk Sienkiewicz                   | Quo vadis?                                                                                 | 1895           | Roman                | Polen                       |
| 854  | Alan Sillitoe                        | Die Einsamkeit des Langstreckenläufers                                                     | 1959           | Erzählung            | Großbritannien              |
| 855  | Ignazio Silone                       | Wein und Brot                                                                              | 1936           | Roman                | Italien                     |
| 856  | Georges Simenon                      | Pietr der Lette                                                                            | 1931           | Roman                | Belgien                     |
| 857  | Johannes Mario Simmel                | Es muß nicht immer Kaviar sein                                                             | 1960           | Roman                | Österreich                  |
| 858  | Claude Simon                         | Triptychon                                                                                 | 1973           | Roman                | Frankreich                  |
| 859  | Upton Sinclair                       | Der Dschungel                                                                              | 1906           | Roman                | USA                         |
| 860  | Isaac Bashevis Singer                | Die Familie Moschkat                                                                       | 1950           | Roman                | Jiddisch                    |
| 861  | Antonio Skármeta                     | Mit brennender Geduld                                                                      | 1984           | Roman                | Chile                       |
| 862  | Peter Sloterdijk                     | Kritik der zynischen Vernunft                                                              | 1983           | Philosophie          | Deutschland                 |
| 863  | Jane Smiley                          | Tausend Morgen                                                                             | 1991           | Roman                | USA                         |
| 864  | Adam Smith                           | Eine Untersuchung über das Wesen und die Ursachen des Reichtums der Nationen               | 1776           | Sachbuch             | Schottland                  |
| 865  | Alexander Solschenizyn               | Ein Tag im Leben des Iwan Denissowitsch                                                    | 1962           | Roman                | Russland                    |
| 866  | Alexander Solschenizyn               | Der Archipel GULAG                                                                         | 1973           | Sachbuch             | Russland                    |
| 867  | Werner Sombart                       | Der moderne Kapitalismus                                                                   | 1902           | Sachbuch             | Deutschland                 |
| 868  | Wole Soyinka                         | Der Mann ist tot                                                                           | 1972           | Roman                | Nigeria                     |
| 869  | Oswald Spengler                      | Der Untergang des Abendlandes                                                              | 1918           | Sachbuch             | Deutschland                 |
| 870  | Manès Sperber                        | Wie eine Träne im Ozean                                                                    | 1961           | Roman                | Frankreich                  |
| 871  | Baruch de Spinoza                    | Die Ethik                                                                                  | 1677           | Philosophie          | Niederlande                 |
| 872  | Heinrich Spoerl                      | Die Feuerzangenbowle                                                                       | 1933           | Roman                | Deutschland                 |
| 873  | Johanna Spyri                        | Heidi                                                                                      | 1880           | Kinderbuch           | Schweiz                     |
| 874  | Anne Louise Germaine de Staël        | Über Deutschland                                                                           | 1813           | Sachbuch             | Frankreich                  |
| 875  | Peter Stamm                          | Ungefähre Landschaft                                                                       | 2001           | Roman                | Schweiz                     |
| 876  | Henry Morton Stanley                 | Wie ich Livingstone fand                                                                   | 1872           | Sachbuch             | Großbritannien              |
| 877  | Gertrude Stein                       | Autobiographie von Alice B. Toklas                                                         | 1933           | Autobiografie        | USA                         |
| 878  | John Steinbeck                       | Die Früchte des Zorns                                                                      | 1939           | Roman                | USA                         |
| 879  | John Steinbeck                       | Jenseits von Eden                                                                          | 1952           | Roman                | USA                         |
| 880  | Rudolf Steiner                       | Die Geheimwissenschaft im Umriss                                                           | 1910           | Sachbuch             | Österreich                  |
| 881  | Stendhal                             | Rot und Schwarz                                                                            | 1830           | Roman                | Frankreich                  |
| 882  | Stendhal                             | Die Kartause von Parma                                                                     | 1839           | Roman                | Frankreich                  |
| 883  | Dolf Sternberger                     | Aus dem Wörterbuch des Unmenschen                                                          | 1957           | Sachbuch             | Deutschland                 |
| 884  | Laurence Sterne                      | Leben und Ansichten von Tristram Shandy, Gentleman                                         | 1759           | Roman                | Großbritannien              |
| 885  | Robert Louis Stevenson               | Der seltsame Fall des Dr. Jekyll und Mr. Hyde                                              | 1886           | Roman                | Schottland                  |
| 886  | Robert Louis Stevenson               | Die Schatzinsel                                                                            | 1897           | Roman                | Schottland                  |
| 887  | Adalbert Stifter                     | Der Nachsommer                                                                             | 1857           | Roman                | Österreich                  |
| 888  | Bram Stoker                          | Dracula                                                                                    | 1897           | Roman                | Irland                      |
| 889  | Theodor Storm                        | Immensee                                                                                   | 1850           | Novelle              | Deutschland                 |
| 890  | Theodor Storm                        | Der Schimmelreiter                                                                         | 1888           | Novelle              | Deutschland                 |
| 891  | Botho Strauß                         | Paare, Passanten                                                                           | 1981           | Erzählung            | Deutschland                 |
| 892  | August Strindberg                    | Das rote Zimmer                                                                            | 1879           | Roman                | Schweden                    |
| 893  | Erwin Strittmatter                   | Der Laden                                                                                  | 1983           | Roman                | Deutschland                 |
| 894  | Arkadi u. Boris Strugatzki           | Picknick am Wegesrand                                                                      | 1972           | Roman                | Russland                    |
| 895  | William Styron                       | Sophies Wahl                                                                               | 1979           | Roman                | USA                         |
| 896  | Eugène Sue                           | Die Geheimnisse von Paris                                                                  | 1842           | Roman                | Frankreich                  |
| 897  | Patrick Süskind                      | Das Parfum                                                                                 | 1985           | Roman                | Deutschland                 |
| 898  | Bertha von Suttner                   | Die Waffen nieder!                                                                         | 1889           | Roman                | Österreich                  |
| 899  | Italo Svevo                          | Zeno Cosini                                                                                | 1923           | Roman                | Italien                     |
| 900  | Jonathan Swift                       | Gullivers Reisen                                                                           | 1726           | Roman                | Irland                      |
| 901  | Andrzej Szczypiorski                 | Die schöne Frau Seidenmann                                                                 | 1986           | Roman                | Polen                       |
| 902  | Antonio Tabucchi                     | Erklärt Pereira                                                                            | 1994           | Roman                | Italien                     |
| 903  | Tacitus                              | Germania                                                                                   | 98             | Sachbuch             | Latein                      |
| 904  | Rabindranath Tagore                  | Liedopfer                                                                                  | 1910           | Lyrik                | Indien                      |
| 905  | Pierre Teilhard de Chardin           | Der Mensch im Kosmos                                                                       | 1955           | Sachbuch             | Frankreich                  |
| 906  | William Makepeace Thackeray          | Jahrmarkt der Eitelkeit                                                                    | 1848           | Roman                | Großbritannien              |
| 907  | Albert Vigoleis Thelen               | Die Insel des zweiten Gesichts                                                             | 1953           | Roman                | Deutschland                 |
| 908  | Ludwig Thoma                         | Lausbubengeschichten                                                                       | 1905           | Erzählung            | Deutschland                 |
| 909  | Henry David Thoreau                  | Walden oder Leben in den Wäldern                                                           | 1854           | Erzählung            | USA                         |
| 910  | Ludwig Tieck                         | Franz Sternbalds Wanderungen                                                               | 1798           | Roman                | Deutschland                 |
| 911  | Felix Timmermans                     | Pallieter                                                                                  | 1916           | Roman                | Belgien                     |
| 912  | Aleksandar Tišma                     | Kapo                                                                                       | 1987           | Roman                | Jugoslawien                 |
| 913  | Alexis de Tocqueville                | Über die Demokratie in Amerika                                                             | 1835           | Sachbuch             | Frankreich                  |
| 914  | J. R. R. Tolkien                     | Der Herr der Ringe                                                                         | 1954           | Roman                | Großbritannien              |
| 915  | Lew N. Tolstoi                       | Krieg und Frieden                                                                          | 1868           | Roman                | Russland                    |
| 916  | Lew N. Tolstoi                       | Anna Karenina                                                                              | 1875           | Roman                | Russland                    |
| 917  | Lew N. Tolstoi                       | Die Kreutzersonate                                                                         | 1891           | Novelle              | Russland                    |
| 918  | Giuseppe Tomasi di Lampedusa         | Der Leopard                                                                                | 1958           | Roman                | Italien                     |
| 919  | Friedrich Torberg                    | Der Schüler Gerber hat absolviert                                                          | 1930           | Roman                | Österreich                  |
| 920  | Friedrich Torberg                    | Die Tante Jolesch                                                                          | 1975           | Erzählung            | Österreich                  |
| 921  | Arnold J. Toynbee                    | Der Gang der Weltgeschichte                                                                | 1934           | Sachbuch             | Großbritannien              |
| 922  | Georg Trakl                          | Sebastian im Traum                                                                         | 1915           | Lyrik                | Österreich                  |
| 923  | B. Traven                            | Das Totenschiff                                                                            | 1926           | Roman                | Deutschland                 |
| 924  | Juri Trifonow                        | Das Haus an der Moskwa                                                                     | 1976           | Roman                | Russland                    |
| 925  | Anton P. Tschechow                   | Die Dame mit dem Hündchen                                                                  | 1899           | Erzählung            | Russland                    |
| 926  | Barbara Tuchman                      | Die Torheit der Regierenden                                                                | 1984           | Sachbuch             | USA                         |
| 927  | Kurt Tucholsky                       | Schloss Gripsholm                                                                          | 1931           | Roman                | Deutschland                 |
| 928  | Iwan Turgenjew                       | Väter und Söhne                                                                            | 1862           | Roman                | Russland                    |
| 929  | Miguel de Unamuno                    | Nebel                                                                                      | 1914           | Roman                | Spanien                     |
| 930  | Sigrid Undset                        | Kristin Lavranstochter                                                                     | 1920           | Roman                | Norwegen                    |
| 931  | John Updike                          | Rabbit in Ruhe                                                                             | 1990           | Roman                | USA                         |
| 932  | Leon Uris                            | Exodus                                                                                     | 1958           | Roman                | USA                         |
| 933  | Birgit Vanderbeke                    | Alberta empfängt einen Liebhaber                                                           | 1997           | Erzählung            | Deutschland                 |
| 934  | Mario Vargas Llosa                   | Der Hauptmann und sein Frauenbataillon                                                     | 1973           | Roman                | Peru                        |
| 935  | Mario Vargas Llosa                   | Das Fest des Ziegenbocks                                                                   | 1999           | Roman                | Peru                        |
| 936  | Giorgio Vasari                       | Leben der ausgezeichnetsten Maler, Bildhauer und Baumeister von Cimabue bis zum Jahre 1567 | 1567           | Sachbuch             | Italien                     |
| 937  | Mallanaga Vatsyayana                 | Kamasutra                                                                                  | 400            | Sachbuch             | Indien                      |
| 938  | Theodoor Hendrik van de Velde        | Die vollkommene Ehe                                                                        | 1926           | Sachbuch             | Niederlande                 |
| 939  | Giovanni Verga                       | Sizilianische Bauernehre                                                                   | 1880           | Novelle              | Italien                     |
| 940  | Vergil                               | Aeneis                                                                                     | −29            | Epos                 | Latein                      |
| 941  | Jules Verne                          | 20 000 Meilen unter dem Meer                                                               | 1870           | Roman                | Frankreich                  |
| 942  | Bernward Vesper                      | Die Reise                                                                                  | 1977           | Roman                | Deutschland                 |
| 943  | Gore Vidal                           | Burr                                                                                       | 1973           | Roman                | USA                         |
| 944  | François Villon                      | Das große und das kleine Testament                                                         | 1456           | Lyrik                | Frankreich                  |
| 945  | Vitruv                               | Über die Architektur / Über die Baukunst                                                   | −25            | Sachbuch             | Latein                      |
| 946  | Voltaire                             | Candide oder Der Optimismus                                                                | 1759           | Roman                | Frankreich                  |
| 947  | Kurt Vonnegut                        | Schlachthof 5 oder Der Kinderkreuzzug                                                      | 1969           | Roman                | USA                         |
| 948  | Christian August Vulpius             | Rinaldo Rinaldini, der Räuberhauptmann                                                     | 1799           | Roman                | Deutschland                 |
| 949  | Maj Sjöwall und Per Wahlöö           | Die Terroristen                                                                            | 1975           | Roman                | Schweden                    |
| 950  | Alice Walker                         | Die Farbe Lila                                                                             | 1982           | Roman                | USA                         |
| 951  | Edgar Wallace                        | Der Hexer                                                                                  | 1927           | Roman                | Großbritannien              |
| 952  | Günter Wallraff                      | Ganz unten                                                                                 | 1985           | Sachbuch             | Deutschland                 |
| 953  | Horace Walpole                       | Die Burg von Otranto                                                                       | 1764           | Roman                | Großbritannien              |
| 954  | Robert Walser                        | Der Gehülfe                                                                                | 1908           | Roman                | Schweiz                     |
| 955  | Robert Walser                        | Jakob von Gunten                                                                           | 1909           | Roman                | Schweiz                     |
| 956  | Martin Walser                        | Halbzeit                                                                                   | 1960           | Roman                | Deutschland                 |
| 957  | Martin Walser                        | Ein fliehendes Pferd                                                                       | 1978           | Roman                | Deutschland                 |
| 958  | Mika Waltari                         | Sinuhe der Ägypter                                                                         | 1945           | Roman                | Finnland                    |
| 959  | Jakob Wassermann                     | Caspar Hauser oder Die Trägheit des Herzens                                                | 1908           | Roman                | Deutschland                 |
| 960  | James Watson                         | Die Doppelhelix                                                                            | 1968           | Sachbuch             | USA                         |
| 961  | Paul Watzlawick                      | Anleitung zum Unglücklichsein                                                              | 1983           | Sachbuch             | Österreich                  |
| 962  | Evelyn Waugh                         | Tod in Hollywood                                                                           | 1948           | Roman                | Großbritannien              |
| 963  | Max Weber                            | Wirtschaft und Gesellschaft                                                                | 1921           | Sachbuch             | Deutschland                 |
| 964  | Otto Weininger                       | Geschlecht und Charakter                                                                   | 1903           | Sachbuch             | Österreich                  |
| 965  | Peter Weiss                          | Abschied von den Eltern                                                                    | 1961           | Erzählung            | Deutschland                 |
| 966  | Peter Weiss                          | Die Ästhetik des Widerstandes                                                              | 1975           | Roman                | Deutschland                 |
| 967  | Carl Friedrich von Weizsäcker        | Der bedrohte Friede                                                                        | 1981           | Sachbuch             | Deutschland                 |
| 968  | H. G. Wells                          | Die Zeitmaschine                                                                           | 1895           | Roman                | Großbritannien              |
| 969  | Herbert Wendt                        | Ich suchte Adam                                                                            | 1953           | Sachbuch             | Deutschland                 |
| 970  | Franz Werfel                         | Die vierzig Tage des Musa Dagh                                                             | 1933           | Roman                | Österreich                  |
| 971  | Franz Werfel                         | Der veruntreute Himmel                                                                     | 1939           | Roman                | Österreich                  |
| 972  | Nathanael West                       | Tag der Heuschrecke                                                                        | 1939           | Roman                | USA                         |
| 973  | Patrick White                        | Zur Ruhe kam der Baum des Menschen nie                                                     | 1956           | Roman                | Australien                  |
| 974  | Walt Whitman                         | Grashalme                                                                                  | 1855           | Lyrik                | USA                         |
| 975  | Urs Widmer                           | Vor uns die Sintflut                                                                       | 1998           | Erzählung            | Schweiz                     |
| 976  | Christoph Martin Wieland             | Geschichte der Abderiten                                                                   | 1781           | Roman                | Deutschland                 |
| 977  | Norbert Wiener                       | Kybernetik                                                                                 | 1948           | Sachbuch             | USA                         |
| 978  | Oscar Wilde                          | Das Bildnis des Dorian Gray                                                                | 1890           | Roman                | Irland                      |
| 979  | Thornton Wilder                      | Die Brücke von San Luis Rey                                                                | 1929           | Roman                | USA                         |
| 980  | Thornton Wilder                      | Die Iden des März                                                                          | 1949           | Roman                | USA                         |
| 981  | Johann Joachim Winckelmann           | Geschichte der Kunst des Altertums                                                         | 1764           | Sachbuch             | Deutschland                 |
| 982  | Josef Winkler                        | Natura morta                                                                               | 2001           | Novelle              | Österreich                  |
| 983  | Leon de Winter                       | Hoffmanns Hunger                                                                           | 1990           | Roman                | Niederlande                 |
| 984  | Ludwig Wittgenstein                  | Tractatus logico-philosophicus                                                             | 1921           | Philosophie          | Österreich                  |
| 985  | Christa Wolf                         | Der geteilte Himmel                                                                        | 1963           | Roman                | Deutschland                 |
| 986  | Christa Wolf                         | Kassandra                                                                                  | 1983           | Roman                | Deutschland                 |
| 987  | Thomas Wolfe                         | Schau heimwärts, Engel!                                                                    | 1929           | Roman                | USA                         |
| 988  | Tom Wolfe                            | Fegefeuer der Eitelkeiten                                                                  | 1987           | Roman                | USA                         |
| 989  | Wolfram von Eschenbach               | Parzival                                                                                   | 1200           | Versepos             | Deutschland                 |
| 990  | Virginia Woolf                       | Mrs. Dalloway                                                                              | 1925           | Roman                | Großbritannien              |
| 991  | Virginia Woolf                       | Orlando                                                                                    | 1928           | Roman                | Großbritannien              |
| 992  | Herman Wouk                          | Die Caine war ihr Schicksal                                                                | 1951           | Roman                | USA                         |
| 993  | Xenophon                             | Anabasis oder Der Zug der Zehntausend                                                      | −480           | Sachbuch             | Griechenland                |
| 994  | Yaşar Kemal                          | Memed mein Falke                                                                           | 1960           | Roman                | Türkei                      |
| 995  | Marguerite Yourcenar                 | Ich zähmte die Wölfin                                                                      | 1951           | Roman                | Frankreich                  |
| 996  | Émile Zola                           | Die Rougon-Macquart                                                                        | 1871           | Roman                | Frankreich                  |
| 997  | Arnold Zweig                         | Der Streit um den Sergeanten Grischa                                                       | 1927           | Roman                | Deutschland                 |
| 998  | Stefan Zweig                         | Sternstunden der Menschheit                                                                | 1927           | Erzählung            | Österreich                  |
| 999  | Stefan Zweig                         | Ungeduld des Herzens                                                                       | 1939           | Roman                | Österreich                  |
| 1000 | Stefan Zweig                         | Schachnovelle                                                                              | 1941           | Novelle              | Österreich                  |
| 1001 | Aischylos                            | Die Perser                                                                                 | −472           | Drama                | Griechenland                |
| 1002 | Roald Amundsen                       | Die Eroberung des Südpols                                                                  | 1912           | Sachbuch             | Norwegen                    |
| 1003 |                                      | Brockhaus                                                                                  | 1808           | Enzyklopädie         | Deutschland                 |
| 1004 |                                      | Duden. Die deutsche Rechtschreibung                                                        | 1880           | Enzyklopädie         | Deutschland                 |
| 1006 | Samuel Beckett                       | Warten auf Godot                                                                           | 1952           | Drama                | Irland                      |
| 1007 | Jacques Berndorf                     | Eifel-Liebe                                                                                | 2002           | Roman                | Deutschland                 |
| 1008 | Thomas Bernhard                      | Heldenplatz                                                                                | 1988           | Drama                | Österreich                  |
| 1009 | Wolfgang Borchert                    | Draußen vor der Tür                                                                        | 1947           | Drama                | Deutschland                 |
| 1010 | Marion Zimmer Bradley                | Die Nebel von Avalon                                                                       | 1982           | Roman                | USA                         |
| 1011 | Bertolt Brecht                       | Die Dreigroschenoper                                                                       | 1928           | Drama                | Deutschland                 |
| 1012 | Georg Büchner                        | Woyzeck                                                                                    | 1837           | Drama                | Deutschland                 |
| 1013 | Pedro Calderón de la Barca           | Das Leben ein Traum                                                                        | 1636           | Drama                | Spanien                     |
| 1014 | Agatha Christie                      | Mord im Orient-Express                                                                     | 1934           | Roman                | Großbritannien              |
| 1015 | Marion Gräfin Dönhoff                | Kindheit in Ostpreußen                                                                     | 1988           | Autobiografie        | Deutschland                 |
| 1016 | Friedrich Dürrenmatt                 | Die Physiker                                                                               | 1962           | Drama                | Schweiz                     |
| 1017 | Joachim Fest                         | Hitler. Eine Biographie                                                                    | 1973           | Sachbuch             | Deutschland                 |
| 1018 | Helen Fielding                       | Bridget Jones. Schokolade zum Frühstück                                                    | 1996           | Roman                | Großbritannien              |
| 1019 | Ken Follett                          | Die Säulen der Erde                                                                        | 1989           | Roman                | Großbritannien              |
| 1020 | Theodor Fontane                      | Effi Briest                                                                                | 1895           | Roman                | Deutschland                 |
| 1021 | Jonathan Franzen                     | Die Korrekturen                                                                            | 2001           | Roman                | USA                         |
| 1022 | Marianne Fredriksson                 | Hannas Töchter                                                                             | 1994           | Roman                | Schweden                    |
| 1023 | Elizabeth George                     | Gott schütze dieses Haus                                                                   | 1988           | Roman                | USA                         |
| 1024 | Ralph Giordano                       | Die Bertinis                                                                               | 1982           | Roman                | Deutschland                 |
| 1025 | Johann Wolfgang von Goethe           | Faust. Der Tragödie erster Teil                                                            | 1808           | Drama                | Deutschland                 |
| 1026 | Noah Gordon                          | Der Medicus                                                                                | 1986           | Roman                | USA                         |
| 1027 | Martha Grimes                        | Inspector Jury sucht den Kennington-Smaragd                                                | 1983           | Roman                | USA                         |
| 1028 | John Grisham                         | Die Firma                                                                                  | 1990           | Roman                | USA                         |
| 1029 | Benoîte Groult                       | Salz auf unserer Haut                                                                      | 1988           | Roman                | Frankreich                  |
| 1030 | Thomas Harris                        | Das Schweigen der Lämmer                                                                   | 1988           | Roman                | USA                         |
| 1031 | Gerhart Hauptmann                    | Die Weber                                                                                  | 1892           | Drama                | Deutschland                 |
| 1032 | Georg Hegel                          | Phänomenologie des Geistes                                                                 | 1807           | Philosophie          | Deutschland                 |
| 1033 | Hugo von Hofmannsthal                | Jedermann                                                                                  | 1911           | Drama                | Österreich                  |
| 1034 | Nick Hornby                          | High Fidelity                                                                              | 1995           | Roman                | Großbritannien              |
| 1035 | Siri Hustvedt                        | Was ich liebte                                                                             | 2003           | Roman                | USA                         |
| 1036 | Henrik Ibsen                         | Nora oder Ein Puppenheim                                                                   | 1879           | Drama                | Norwegen                    |
| 1037 | Florian Illies                       | Generation Golf                                                                            | 2000           | Roman                | Deutschland                 |
| 1038 | Janosch                              | Oh, wie schön ist Panama                                                                   | 1978           | Kinderbuch           | Deutschland                 |
| 1039 | Wladimir Kaminer                     | Russendisko                                                                                | 2000           | Erzählung            | Russland                    |
| 1040 | Heinrich von Kleist                  | Der zerbrochne Krug                                                                        | 1811           | Drama                | Deutschland                 |
| 1041 | Hildegard Knef                       | Der geschenkte Gaul                                                                        | 1970           | Autobiografie        | Deutschland                 |
| 1042 | Heinz G. Konsalik                    | Der Arzt von Stalingrad                                                                    | 1956           | Roman                | Deutschland                 |
| 1043 | Ildiko von Kürthy                    | Mondscheintarif                                                                            | 1999           | Roman                | Deutschland                 |
| 1044 | Gotthold Ephraim Lessing             | Nathan der Weise                                                                           | 1797           | Drama                | Deutschland                 |
| 1045 | Hera Lind                            | Das Superweib                                                                              | 1994           | Roman                | Deutschland                 |
| 1046 | Charlotte Link                       | Sturmzeit                                                                                  | 1991           | Roman                | Deutschland                 |
| 1047 | Loriot                               | Das Frühstücksei. Gesammelte dramatische Geschichten                                       | 2003           | Erzählung            | Deutschland                 |
| 1048 | Heinrich Mann                        | Die Vollendung des Königs Henri Quatre                                                     | 1938           | Roman                | Deutschland                 |
| 1049 | Arthur Miller                        | Der Tod des Handlungsreisenden                                                             | 1949           | Drama                | USA                         |
| 1050 | Walter Moers                         | Die 13½ Leben des Käpt’n Blaubär                                                           | 1999           | Roman                | Deutschland                 |
| 1051 | Molière                              | Der eingebildete Kranke                                                                    | 1673           | Drama                | Frankreich                  |
| 1052 | Håkan Nesser                         | Der unglückliche Mörder                                                                    | 1999           | Roman                | Schweden                    |
| 1053 | Rosamunde Pilcher                    | Die Muschelsucher                                                                          | 1987           | Roman                | Großbritannien              |
| 1054 | Jean Racine                          | Phädra                                                                                     | 1677           | Drama                | Frankreich                  |
| 1055 | Marcel Reich-Ranicki                 | Mein Leben                                                                                 | 1999           | Autobiografie        | Deutschland, Polen          |
| 1056 | Ruth Rendell                         | Die Besucherin                                                                             | 1994           | Roman                | Großbritannien              |
| 1057 | Friedrich Schiller                   | Die Räuber                                                                                 | 1781           | Drama                | Deutschland                 |
| 1058 | Friedrich Schiller                   | Wilhelm Tell                                                                               | 1804           | Drama                | Deutschland                 |
| 1059 | William Shakespeare                  | Hamlet                                                                                     | 1604           | Drama                | Großbritannien              |
| 1060 | William Shakespeare                  | Romeo und Julia                                                                            | 1597           | Drama                | Großbritannien              |
| 1061 | Georges Simenon                      | Maigret und die alte Dame                                                                  | 1951           | Roman                | Belgien                     |
| 1062 | Sophokles                            | Antigone                                                                                   | −440           | Drama                | Griechenland                |
| 1063 | Martin Suter                         | Die dunkle Seite des Mondes                                                                | 2000           | Roman                | Schweiz                     |
| 1064 | Anton Tschechow                      | Drei Schwestern                                                                            | 1901           | Drama                | Russland                    |
| 1065 | Minette Walters                      | Im Eishaus                                                                                 | 1992           | Roman                | Großbritannien              |
| 1066 | Walther von der Vogelweide           | Gedichte                                                                                   | 1220           | Lyrik                | Deutschland                 |
| 1067 | Frank Wedekind                       | Frühlings Erwachen                                                                         | 1891           | Drama                | Deutschland                 |
| 1068 | Urs Widmer                           | Der Geliebte der Mutter                                                                    | 2000           | Roman                | Schweiz                     |
| 1069 | Carl Zuckmayer                       | Als wär’s ein Stück von mir                                                                | 1966           | Autobiografie        | Deutschland                 |
| 1070 | Carl Zuckmayer                       | Hauptmann von Köpenick                                                                     | 1931           | Drama                | Deutschland                 |
| 1071 | Stefanie Zweig                       | Nirgendwo in Afrika                                                                        | 1995           | Roman                | Deutschland                 |